# Guerra de los Mil Días
La Guerra de los Mil Días fue un conflicto civil de Colombia disputado entre el 17 de octubre de 1899 y el 21 de noviembre de 1902, por inconformidades ante políticas y resultados anteriores de la política de la Regeneración apoyada por el Partido Nacional (movimiento inicialmente encabezado por Rafael Núñez conformado por conservadores y liberales moderados). Muchos políticos liberales radicales y conservadores rechazaron medidas que consideraban exageradas por parte del gobierno, además los radicales del partido Liberal buscaban formas de llegar al gobierno y revertir los cambios de La Regeneración, pero los nacionalistas que tenían el control del gobierno en sus manos disponían de estrategias a su favor que podían restringir las acciones de otros políticos y partidos y alejarlos del mismo.
Durante el siglo XIX, se vivió un clima de violencia política que desencadenó nueve guerras de carácter nacional entre ellas están la guerra de 1830, Guerra de los Supremos, la guerra civil de 1851, la de 1854, 1860, 1876-1877, 1884-1885, 1895 y la Guerra de los Mil Días; varias regionales (para algunos autores 54), con diversas connotaciones: hegemónicas, centradas en la lucha por el poder; así mismo, se presentó una lucha interna entre los partidos liberal y conservador, por otro lado, las de carácter civil, fundamentadas en la defensa de un interés político. Para el caso  de la guerra de los Mil Días, Miguel Antonio Caro, líder del Partido Nacional, manifiesta un interés por perpetuarse en el poder, situación que provoca un descontento que se suma al malestar social tanto en las élites como en los sectores populares.
El brusco cambio provocado por la derogación de la Constitución de Rionegro de 1863 (que reforzó el modelo federal) por la centralista Constitución de 1886 (establecida bajo el mandato de Rafael Núñez), además de los violentos intentos de cooptación de los conservadores históricos a través de Marroquín, como los intereses liberales de retomar el poder, fueron las principales causas de la guerra.
El gobierno del Partido Nacional en cabeza del presidente Manuel Antonio Sanclemente, quien fue derrocado el 31 de julio de 1900 por José Manuel Marroquín Ricaurte, representante del Partido Conservador, en alianza con el liberal Aquileo Parra; a partir de entonces, y a pesar de dicha alianza, la guerra continuaría entre liberales y conservadores históricos. Esta guerra se caracterizó por un enfrentamiento irregular entre el ejército gubernamental bien organizado y un ejército liberal mal entrenado y anárquico.
Se trató de un conflicto internacional que se extendió parcialmente a países vecinos como Ecuador y Venezuela, en los cuales se libraron batallas entre fuerzas colombianas, ecuatorianas y/o venezolanas que apoyaban a los actores colombianos en conflicto. Otras naciones como Guatemala, El Salvador y Nicaragua apoyaron a los liberales y a los conservadores con armamento y suministros. Estados Unidos también intervino en acciones bélicas en Panamá, donde una flota norteamericana, el USS Nashville (PG-7) garantizaba la seguridad del istmo desde el tratado Mallarino-Bidlack de 1846.
El conflicto tuvo como resultado la devastación económica de la nación, más de cien mil muertos, la desaparición del Partido Nacional y el estado en que quedó el país tras el conflicto, las consecuencias sociales que pronto dieron pie para la posterior separación de Panamá (que en ese entonces era uno de los departamentos de Colombia) en noviembre de 1903.
Por el número de bajas y tamaño de las fuerzas, suele ser considerada la mayor guerra civil de la historia de Colombia, sin incluir La Violencia de mediados del siglo XX y el posterior conflicto interno,  los cuales no son considerados guerras civiles propiamente dichas.

## Antecedentes
En el siglo XIX después de la guerra de independencia entre realistas e independentistas, se registraron en Colombia varios conflictos regionales y guerras civiles, inicialmente entre bolivarianos y santanderistas, centralistas y federalistas, esclavistas y abolicionistas, confesionales y seculares, entre otros, que a la larga fueron evolucionando a conflictos entre conservadores y liberales.
La Constitución de Rionegro de 1863, que creaba el estado federal (Estados Unidos de Colombia) establecido por los liberales radicales liderados por Tomás Cipriano de Mosquera tras su victoria en la guerra civil de 1860-1862, sembró cada vez más el anticlericalismo, el libre mercado y las distinciones locales, como entre los mismos estados que en ocasiones tenían ejércitos mucho más grandes que los del gobierno central y tenían derecho a declararse la guerra entre ellos, redujo el periodo presidencial a dos años y dotó de mayor poder al parlamento que al presidente. En una situación salpicada de conflictos sociales y guerras civiles, los liberales independientes junto a los conservadores retomaron el poder en la guerra de 1884-1885 y se redactó la Constitución de 1886 que pretendía, al contrario de la constitución anterior, un estado centralista fuerte, confesional católico y proteccionista, en un proceso que se conoció como La Regeneración, liderada por Rafael Núñez y Miguel Antonio Caro.
Con la Constitución de 1886 se dio también el concordato con la Santa Sede, mediante el cual la educación en Colombia quedaba bajo el control de la Iglesia católica, la cual determinaba los textos escolares y universitarios que podían estudiarse estableciendo una censura por motivos religiosos o políticos. Igualmente, todos los nombramiento de docentes quedaron bajo su supervisión, desatándose en los centros educativos del país la persecución y expulsión de los educadores que no actuaban bajo la voluntad católica. Los empleados públicos liberales fueron despedidos y como lo relata Lucas Caballero en sus memorias, periodistas y críticos de los gobiernos hegemónicos, como Ospina y Santiago Pérez, fueron encarcelados o condenados al destierro; sin embargo, la oposición de otros como Rafael Uribe Uribe y Marceliano Vélez fue permitida.
Los liberales realizaron un intento de insurrección en 1895, y la exaltación y los conflictos del momento generaron rencillas entre los candidatos de la oposición y los del gobierno oficial. Los empresarios y comerciantes opositores de los gobiernos de turno eran hostigados y sus actividades eran obstaculizadas. Terminando el siglo XIX, en el congreso de Colombia solo había un congresista liberal.[cita requerida]
En vísperas de la guerra, el país se encontraba dividido en varias corrientes políticas: entre los conservadores estaban los nacionalistas, que conformaban el gobierno y se caracterizaban por ser altamente excluyentes con los liberales, y los conservadores históricos, que aceptaban la necesidad de entenderse con los liberales, que en aquel entonces eran un grupo político importante, se oponían igualmente a la censura de prensa y a la restricción de los derechos individuales, como venían actuando los nacionalistas amparados en un pasaje transitorio de la constitución de 1886.
Los liberales también se encontraban fraccionados: aquellos que deseaban agotar las instancias políticas para acceder al poder (pacifistas) liderados por Aquileo Parra, y quienes estaban dispuestos a conquistar los espacios que el Gobierno les cerraba desde hace catorce años mediante la confrontación armada (belicistas) liderados por Rafael Uribe Uribe.

### Causas
Los conservadores disidentes se apartaron formalmente del Partido Nacional en enero de 1896 con la publicación de un manifiesto titulado "Motivos de la Disidencia". Redactado por Carlos Martínez Silva del departamento de Santander, documento firmado por veintiún conservadores promitentes (todos antiguos colaboradores de la Regeneración, movimiento liderado inicialmente por Rafael Núñez, conformado por liberales moderados y conservadores), documento que obtuvo después el apoyo de Marceliano Vélez, líder de un importante bloque de disidentes conservadores del departamento de Antioquia. El documento era una acusación de prácticamente todos los aspectos de la Regeneración y, a la vez, una declaración de los principios históricos del partido conservador. Los disidentes reconocían los grandes logros de la Regeneración: la consecución de la unidad nacional y la definición del asunto de la Iglesia. Pero alegaban que la constitución de 1886 y las fórmulas económicas y políticas de los gobiernos que la siguieron habían constituido una reacción exagerada contra el extremo federalismo y la debilidad de los gobiernos nacionales bajo la Constitución de 1863. La política y administración propuesta por la regeneración se había vuelto autoritaria y sus políticas fiscales habían resultado desastrosas”.
Las elecciones presidenciales de 1898 se realizaron después de una campaña agitada por vientos de guerra. Desde marzo de 1897, a nombre de los liberales, Nicolás Esguerra había propuesto un frente nacional, con un ejecutivo plural de liberales y conservadores históricos que excluía del gobierno a los nacionalistas (seguidores del Partido Nacional). Por su lado, el partido conservador se oponía continuamente a todo aquello que pudiese llegar a representar el gobierno de los nacionalistas.
Sanclemente, debido a problemas de salud, tuvo que delegar provisionalmente el poder al vicepresidente José Manuel Marroquín, esto fue aprovechado por los conservadores históricos ya que Marroquín era cercano a este bando. Los primeros actos de gobierno de Marroquín, en materia económica, sorprendieron a todos: los liberales lo aplaudieron y los nacionalistas se sintieron defraudados. Marroquín había comenzado a desmontar la política proteccionista de la Regeneración y a darle vía al libre cambio. Miguel Antonio Caro le envió mensajes de urgencia a Sanclemente para que viniera a posesionarse, generándose un vacío de poder que permitió que se dieran las condiciones para la guerra. Sanclemente asumió el poder en los primeros días de noviembre de 1898, poniendo fin, de esta forma, a los ochenta días de la administración Marroquín.
El vicepresidente Marroquín renunció acosado por las críticas de Caro el 20 de septiembre, el senado rechazó la renuncia al tiempo que liberales anunciaban su apoyo a reformas librecambistas, que fueron presentadas por Marroquín en el senado el 26 de septiembre de 1898.
El 6 de octubre de 1898 el Senado se negó a aprobar la ley de elecciones, que seguidores liberales de Rafael Uribe Uribe consideraban una garantía necesaria para el sufragio, lo cual fue una de las causas políticas principales del conflicto. A partir de ese acontecimiento los liberales de Uribe Uribe concluyeron que por el camino de las urnas jamás tendrían acceso al poder. A partir de ese momento los liberales se dividieron en pacifistas o directoristas, orientados por el jefe del Directorio liberal, Aquileo Parra; y guerreristas, que seguían a Rafael Uribe Uribe.
Las reformas políticas a favor del libre cambio que venían promoviendo los históricos y los liberales eran opuestas a los postulados nacionalistas de la Regeneración, por lo que no podía darse acuerdo alguno entre las agrupaciones. A su vez, en cuanto a la concepción del Estado, los postulados conservadores y liberales se oponían a los del Partido Nacional.

La junta de delegados del partido conservador el 17 de agosto de 1899 declaraba en su acuerdo número 30: 
"1. Que en la actualidad no existe vínculo político ninguno entre el Gobierno, que es nacionalista y el Partido Conservador; y que, por el contrario, los miembros de esta comunidad son sistemáticamente alejados de la cosa pública"... 
concluía en el mismo documento, entre sus acuerdos:

"1. Declarar que el Gobierno actual, por su política y tendencias, no corresponde a los ideales, prácticas y aspiraciones del Partido Conservador"...

La guerra se inicia entre el 11 y 13 de noviembre de 1899 con el asalto de Bucaramanga por parte de liberales mal organizados, provocando la respuesta del gobierno central.

## La guerra
Durante la primera fase del conflicto ambos bandos combatieron con ejércitos en grandes batallas campales, siendo llamados sus comandantes los Generales Caballeros por el trato respetuoso que daban los vencedores a los vencidos. Inicialmente esto se debía a la desconfianza de los altos mandos liberales a sus propias guerrillas, consideradas bandoleras y anárquicas. El mismo comando militar rebelde estaba dividido por rivalidades internas, entre los generales Justo Leónidas Durán, Benjamín Herrera y Rafael Uribe Uribe cuyo intento de unión y coordinación a través del nombramiento de Gabriel Vargas Santos como Presidente Provisional de la República fue un fracaso.
Los insurrectos recibieron el apoyo de liberales de otros países, en especial el gobierno de Venezuela. Se debe mencionar que el conflicto degeneró en una larga guerra de guerrillas en la que ambos bandos cayeron en excesos y brutalidades a una escala jamás vista en Colombia.
Por otro lado los conservadores históricos agrupados en el partido conservador conspiraban contra Sanclemente. Los máximos líderes del partido y de esa corriente, Marceliano Vélez y Carlos Martínez Silva, escribieron cartas en que incitaban a los conservadores a no respaldar al gobierno.

### Primera fase

#### La rebelión en Santander

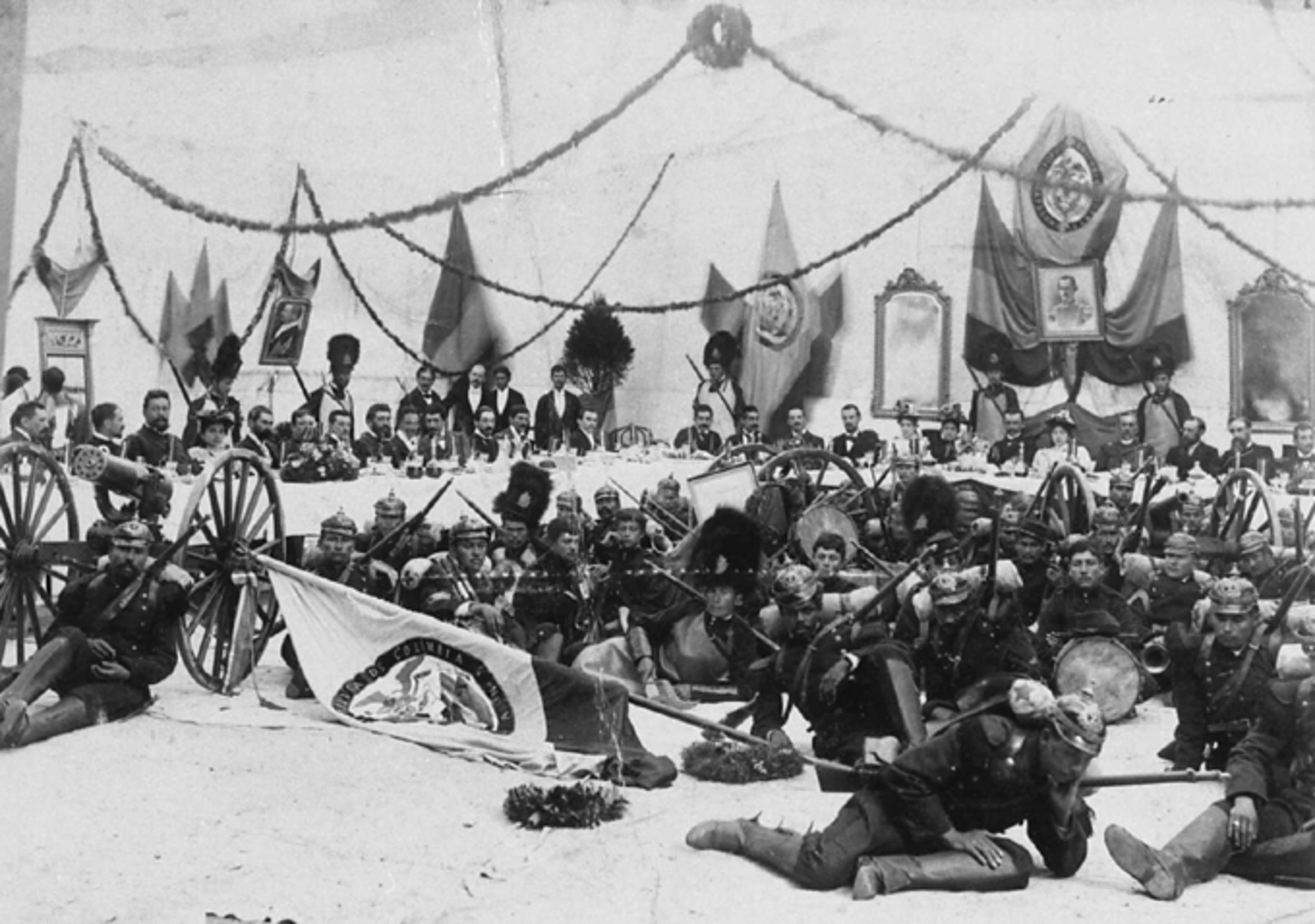
Oficiales y militares del gobierno en un banquete (1899), fotografía de Henry Duperly.

El 17 de octubre de 1899, los liberales se alzaron en varias partes del país, empezando de inmediato a tomar pueblos y ciudades ante la falta de reacción del gobierno, quien fue tomado por sorpresa. Ese día, el general Juan Francisco Gómez Pinzón se declaró a favor de la guerra en su hacienda La Peña, tomó la población de El Socorro y camino a San Gil derrotó a las tropas del gobierno al mando del capitán Sanmiguel. Al día siguiente y en horas de la noche el coronel Juan Francisco Garay inició el levantamiento liberal desde el barrio de Las Llanadas, sin resistencia alguna de las autoridades locales, que huyeron a la localidad de La Cruz (hoy Ábrego). El coronel Garay logró tomar posteriormente la población de Río de Oro, muy cercana a Ocaña, y se dirigió a La Cruz para proteger el avance del general Justo Durán quien venía desde Cáchira a asumir la comandancia de las fuerzas liberales del Magdalena y del norte de Santander. Cuando llegó, encontró que los conservadores históricos habían firmado un pacto con el jefe liberal Adán Franco, en el que censuraban al gobierno de Sanclemente. Los alzados consiguieron apoderarse de prácticamente la totalidad del departamento de Santander, estallando levantamientos en Boyacá, Tolima y Magdalena. Por tal razón, el gobierno declaró la ley marcial para todo el día 18 de octubre.
Las primeras derrotas militares para el bando liberal comenzaron días más tarde de haber iniciado la guerra en la batalla de los Obispos en el río Magdalena el 24 de octubre cuando los rebeldes de Santander intentaron establecer contacto con la costa por dicho río. Como resultado la flota rebelde fue destruida y el general Durán, que planeaba iniciar operaciones en la ribera del Magdalena, tuvo que limitarse a realizar recorridos por el territorio para incorporar sobrevivientes a su causa, y después de haberse abastecido partió con los batallones Cazadores, Libres de Ocaña, Carmen de Santander, Córdoba y La Palma a librar los combates de Peralonso (15 y 16 de diciembre de ese año), Cáchira y Arboledas, entre otros.
Los liberales quedaron aislados luego de la derrota en la batalla de los Obispos, por lo que les fue imposible apoyar al general Vicente Carrera en el Tolima, quien fue derrotado y murió en San Luis el 14 de noviembre, a partir de entonces las fuerzas liberales tolimenses quedaron reducidas a acciones de guerrilla. A pesar de este revés, las fuerzas liberales en Santander pasaron a 7000 hombres a finales de ese mes.

#### La rebelión en el Cauca
A finales de octubre de 1899, en el departamento del Cauca también estallaron guerrillas liberales que se tomaron a Tumaco y asaltaron a Palmira en noviembre, pero que resultaron vencidas. La victoria rebelde en Peralonso les dio nuevos aires y empezaron a reclutar hombres en las comunidades indígenas del Cauca, y también volvieron muchos liberales exiliados en Ecuador. Se produjo un ataque rebelde contra Popayán el 25 de diciembre, siendo vencidos a veinte kilómetros al sur de la ciudad, en Flautas. Muchos volvieron a huir a Ecuador, donde el presidente liberal, Eloy Alfaro, armó a los alzados, quienes volvieron al ataque produciéndose una batalla cerca de la frontera, en el sitio de Cascajal (ubicado en el municipio de San Lorenzo, departamento de Nariño), el 23 de enero de 1900. La victoria gubernamental fue total y con ella acabó momentáneamente la rebelión en el Cauca.
La ayuda económica otorgada por el entonces obispo de Pasto, Fray Ezequiel Moreno y Díaz, hacia las fuerzas conservadoras fue crucial para la victoria gubernamental en el territorio del actual departamento de Nariño, apoyando también, a los conservadores ecuatorianos opuestos a Alfaro.

#### La rebelión en Panamá

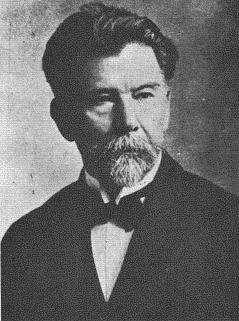
Benjamín Herrera, comandante de las tropas liberales en Panamá.

A pesar de esto, los liberales, animados por su victoria en Peralonso, decidieron lanzar una ofensiva sorpresa en Panamá donde tuvieron mucho éxito debido a la lejanía de este departamento de la capital. El asalto fue encabezado por liberales exiliados en América Central, en especial Nicaragua, donde su presidente José Santos Zelaya les dio un importante apoyo. Finalmente los exiliados, dirigidos por Belisario Porras Barahona partieron el 31 de marzo de 1900 desde Punta Burica - Chiriquí en un barco cargado de armas y suministros. Desembarcaron cerca de David el 4 de abril, donde derrotaron a la pequeña guarnición local, uniéndoseles dirigentes con sus hombres en su inmediata marcha a la Ciudad de Panamá. Porras, tras recibir la ayuda de Zelaya, nombró al caudillo exiliado Benjamín Herrera, nativo del departamento de Boyacá, como comandante de su ejército. Los rebeldes cometieron el error de no acelerar su marcha cuando pudieron y llegaron refuerzos al mando del general Víctor Salazar a la pobremente defendida capital departamental, que empezó a ser fortificada. Al mando de la misma estaba el gobernador del departamento, el general Carlos Albán.
Sin embargo, Albán, deseoso de entablar combate lo antes posible, no esperó a que las defensas estuvieran listas y envió tres batallones a Capira a detener a los alzados. El 8 de junio se produjo el combate y en un primer encuentro fueron vencidos los liberales; forzados a retroceder, el ejército del gobierno los persiguió, lo que fue aprovechado para atraer a los gubernamentales a un terreno difícil donde los liberales contraatacaron y derrotaron completamente a sus enemigos, que retrocedieron a la capital departamental.
Los liberales avanzaron hasta  Chorrera, donde establecieron su base de operaciones; su plan era atacar el puente de Calidonia obligando al enemigo a concentrarse en dicho lugar, donde los alzados podrían elegir y atacar los puntos más débiles. Sin embargo, Herrera decidió atacar el puente solo con sus hombres sin esperar los refuerzos de Porras para así no tener que compartir la gloria con él.
Herrera avanzó y tomó posiciones el 20 de julio en una estación ferroviaria en Corozal, al día siguiente llegó el gobernador Albán con tres batallones produciéndose una importante batalla en que las fuerzas del gobierno fueron nuevamente vencidos y forzados a volver a la Ciudad de Panamá. Herrera aprovechó para iniciar inmediatamente negociaciones por su cuenta para conseguir la capitulación de la urbe. Tras esto, cundió el pánico en la ciudad, se temía que fuera saqueada y destruida en los combates, pero entonces el general Salazar convenció a su superior, Albán, de que no debía rendirse y su única opción era resistir.
Patrullas gubernamentales detectaron a los alzados aproximarse por tierra y por mar en botes. Enterado del próximo asalto, Salazar fortificó varios edificios y caminos, pero viendo lo vulnerable que era la posición del puente de Calidonia, entendió que defenderla era un desperdicio y decidió hacerlo con pocos hombres mientras fuerzas más numerosas estaban ocultas en los alrededores esperando emboscar al enemigo. Cuando Porras llegó al lugar, Herrera volvió a desafiarlo y contra sus órdenes atacó las posiciones fortificadas, resultando en una masacre (24 de julio). Posteriormente, un ataque nocturno suyo fue detectado prematuramente y terminó en un nuevo fracaso.
En la jornada siguiente se llevó a cabo un alto al fuego en el que ambos bandos recogieron a sus muertos y heridos, suspendido a las 16:00 horas cuando Herrera reinició sus ataques, que volvieron a terminar en carnicerías para sus hombres. Los ataques terminaron cuando llegaron noticias de la venida de refuerzos gubernamentales desde Colón; tiroteos esporádicos se sucedieron hasta el día siguiente cuando sus fuerzas retrocedieron al interior de la península de Azuero, ocultándose en la selva. Mientras, el gobernador Albán lograba en poco tiempo restablecer su control en todo el departamento.

#### Ofensiva en Santander

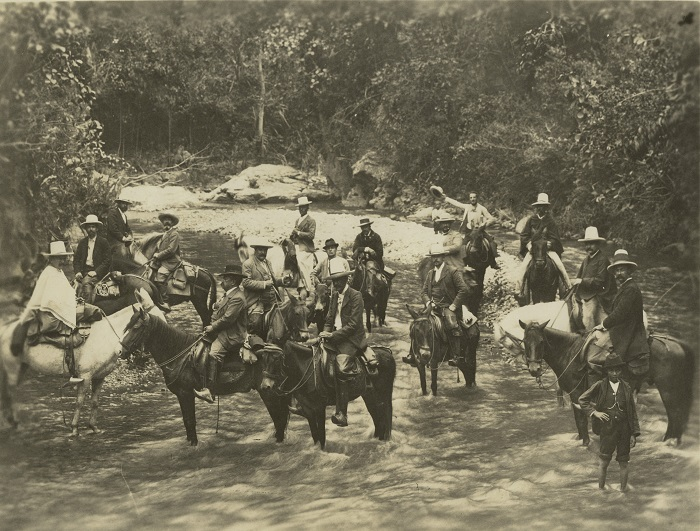
Tropas rebeldes liberales se encuentran con Rafael Uribe Uribe (1900).

Conforme al avance de la guerra, esta tomó un giro más represivo y cruel. Incluso la población se dividió para tomar parte en cada bando de un modo más fanático, pese a los esfuerzos de cada partido por obtener victorias que luego serían ilusorias. En Santander los liberales se reorganizaron y decidieron tomar las estratégicas urbes de Cúcuta y Bucaramanga; el general Herrera atacó la primera con un gran ejército y el comandante de las tropas gubernamentales en la plaza, general Juan B. Tovar, la evacuó con sus tropas y se dirigió a reforzar las defensas de la segunda ciudad. Las tropas restantes en Cúcuta, al mando del coronel Luis Morales Berti (quinientos hombres bien armados) se rindieron el 1.º de noviembre de 1899, la ciudad pasó a ser su base principal de operaciones. Ahí los liberales lograron juntar, según ellos mismos, unos 8000 a 10 000 hombres bien armados (más 1500 a 2000 llaneros que logró juntar Vargas Santos) para enfrentar la segura ofensiva del gobierno que tendría 8500 soldados en Boyacá listos para atacar. Sin embargo, estas cifras, respecto de las fuerzas liberales, son rechazadas actualmente, cifrando el número de alzados en 3500, muchos de ellos armados solo con machetes; por otro lado, las fuerzas del gobierno que marchaban contra ellos llegaban a los 10 000. Los hombres de Uribe Uribe, en tanto, atacaron Bucaramanga el 11 de noviembre, la ciudad fue defendida por el general Vicente Villamizar, quien tuvo éxito y, tras dos días de feroz batalla, forzó al enemigo a retroceder. Uribe Uribe se unió a Durán y con unos 2000 hombres marcharon a unirse a Herrera empezando entonces una importante ofensiva al interior del país. Sin embargo, esta derrota le costó el título de Comandante en Jefe de las fuerzas liberales, rango que recibió el 12 del mismo mes, ya que más encima se retiró del campo de batalla cuando sus soldados seguían atacando.

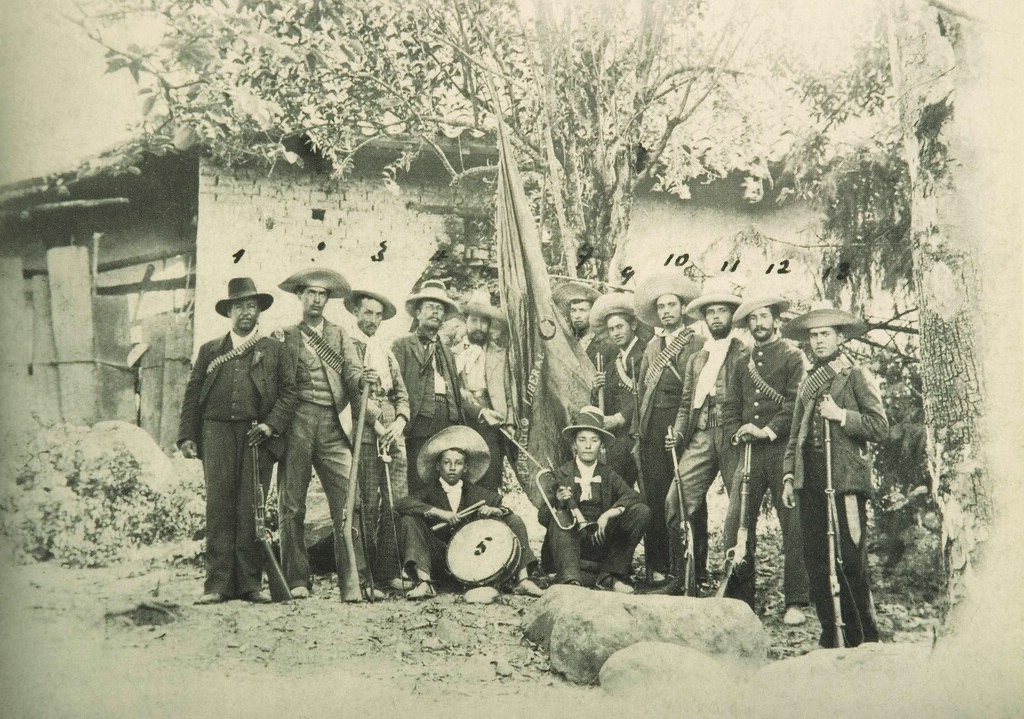
Guerrilla liberal de Zipaquirá del Batallón Figueredo posando junto a una bandera de la revolución liberal (1901).

En la batalla de Peralonso, Uribe Uribe consiguió derrotar a Villamizar y cruzar el río Peralonso, pudiendo tomar Pamplona el día 24, uniéndoseles a las tropas liberales el general Vargas Santos y una columna de llaneros en la jornada siguiente; Vargas fue nombrado Presidente Provisional de la República para unificar el mando liberal. Vargas era un combatiente y dirigente veterano de varias rebeliones, caudillo de Casanare y fue recibido por entusiasmo por las desesperadas fuerzas liberales, que sumaban más de 12 000 hombres según ellos. Por desgracia, y a pesar de su prestigio como líder de la anterior rebelión liberal, carecía de talento militar, además intentó desmovilizar las tropas de Uribe Uribe quien era un poderoso rival suyo y trató de apartarlo políticamente contribuyendo con eso solo a dividir a sus fuerzas. Los liberales terminaron por dar mayor importancia a la lucha entre Vargas Santos y Herrera contra Uribe Uribe que a la lucha común contra el gobierno nacionalista. Ante esto, Uribe Uribe decidió continuar la marcha aprovechando que el gobierno estaba distraído por el alzamiento de Antioquia del 1 de enero de 1900, asediando la ciudad hasta su rendición. En estos momentos, más de 5000 hombres avanzaban con Uribe Uribe mientras más de 6000 quedaron de reserva guarneciendo a Cúcuta (las cifras reales probablemente eran más modestas). Los hechos en Panamá y el Cauca mostraron al gobierno colombiano que la insurrección generalizada en todo el país había fracasado y era posible acabar uno por uno con los focos alzados tras lograr aislarlos. El presidente Sanclemente preparó una ofensiva contra el principal bastión en Santander, reemplazó a Villamizar por el general Manuel Casabianca, quien estaba decidido a detener el avance rebelde contra Bogotá. Aprovechando la inacción de los liberales ubicados cerca de Cúcuta, Casabianca fue capaz de reunir sus fuerzas (unos 9000 hombres) mientras el general José María Domínguez avanzaba hacia la ciudad desde Ocaña. Casabianca advirtió al gobierno que la columna de Domínguez podía ser fácilmente aislada y destruida por los liberales pero no fue escuchado.
Viendo el peligro que significaba aquella ofensiva conjunta para sus fuerzas, Vargas Santos, quien se hallaba planeando tras Peralonso como continuar la campaña, ordenó a Uribe Uribe y Herrera acabar con Domínguez. Uribe Uribe marchó rápidamente a intentar impedir que ambas fuerzas gubernamentales se reunieran, ya que Casabianca marchaba rápidamente a auxiliar a Domínguez. Ambos generales esperaban reunirse en Pamplona. Mientras, Herrera aprovechó para atacar y derrotar a Domínguez en Gramalote (2 de febrero), los restos del ejército gubernamental huyeron a la cercana hacienda de Terán, pero Herrera se dedicó a celebrar y no los persiguió. Finalmente aprovechó para enviar algunas tropas que fingieron ser refuerzos del gobierno y lograron capturar a Domínguez, quien salió a recibirlos. Enterados de esto, la mayoría de sus tropas capitularon y solo unos pocos volvieron a Ocaña. La victoria de Terán dio a las tropas de Uribe Uribe un botín enorme, incluyendo más de dos mil rifles. Temiendo ser reemplazado por su subalterno, Vargas Santos ordenó a sus tropas retroceder a Peralonso desaprovechando la oportunidad de avanzar contra el gobierno en su momento de mayor debilidad.

#### La rebelión en el Tolima

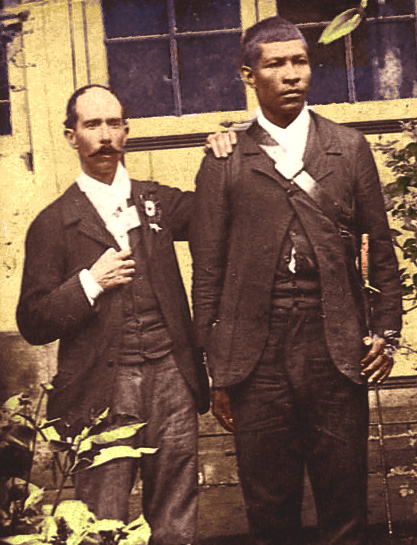
Ramón El Negro Marín, guerrillero liberal del Tolima.

El departamento del Tolima era el lugar de operaciones de los guerrilleros Ramón "El Negro" Marín, oriundo de Marmato, y Tulio Varón. Las fuerzas de ambos asaltaron en enero de 1900 a la población de Honda en donde se apoderaron de las municiones y rifles almacenados en el cuartel, e igualmente secuestraron al embajador español Manuel Guirior, el cual fue dejado en libertad después del pago de 100 pesos oro; luego siguieron en su avance hacia La Dorada. Continuando con su campaña contra los conservadores, en noviembre de dicho año las fuerzas guerrilleras conjuntas de Marín, Varón, Aristóbulo Ibáñez, Juan MacAllister y Avelino Rosas atacaron en Girardot a las fuerzas del gobierno al mando de Nicolás Perdomo con el fin de apoderarse de pertrechos y armas provenientes de Europa, pero después de un día de combate fueron rechazados.
En abril de 1901 el batallón Pagola fue atacado por la guerrilla de Tulio Varón mientras acampaba en su camino desde Antioquia, quedando solamente veinte soldados sobrevivientes. Varón continuó con sus incursiones nocturnas en campamentos del ejército, y es así como en la madrugada del 31 de agosto sus fuerzas sorprendieron al ejército apostado en la hacienda La Rusia, al norte del Tolima, matando más de quinientos soldados a cuchillo. El 21 de septiembre Tulio Varón tuvo el infortunio de asaltar Ibagué en estado de embriaguez, junto con su tropa, cayendo muerto de un disparo. Tras ello su cadáver fue arrastrado hasta la casa donde vivía su mujer.

#### Segundo alzamiento en el Cauca
El éxito liberal en la hacienda Terán (Santander) motivó un nuevo alzamiento en el Cauca; con apoyo del presidente ecuatoriano Eloy Alfaro, los colombianos exiliados lanzaron una nueva ofensiva. Sin embargo, las fuerzas nacionalistas eran fuertes en la región por el apoyo de la Iglesia católica, liderada por el obispo Ezequiel Moreno, quien movilizó a la población ante una posible invasión ecuatoriana, una guerra santa contra dicho gobierno, conocido por sus leyes laicistas. En marzo, los exiliados invadieron el Cauca reclutando tropas entre algunas comunidades indígenas. La respuesta gubernamental no se hizo esperar y envió un poderoso contingente de regulares bien armados. El 27 del mismo mes los liberales apoyados por batallones ecuatorianos trataron de tomar Ipiales; tras tres días de resistencia, la llegada de refuerzos gubernamentales y de conservadores ecuatorianos exiliados forzaron a los rebeldes a retroceder. Los derrotados decidieron refugiarse en Ecuador, ya que sus tropas incluían también un alto número de niños, mujeres y ancianos, muchos heridos. Los liberales lanzaron un segundo ataque y tomaron Flautas el 16 de abril, donde reunieron sus fuerzas (miles de liberales e indios aliados); aprovechando esta concentración, las fuerzas del gobierno rodearon el pueblo y atacaron el mismo día. Sin embargo, la mayoría de los alzados alcanzó a escapar pero quedaron sin apoyo o suministros y con la moral por el piso.

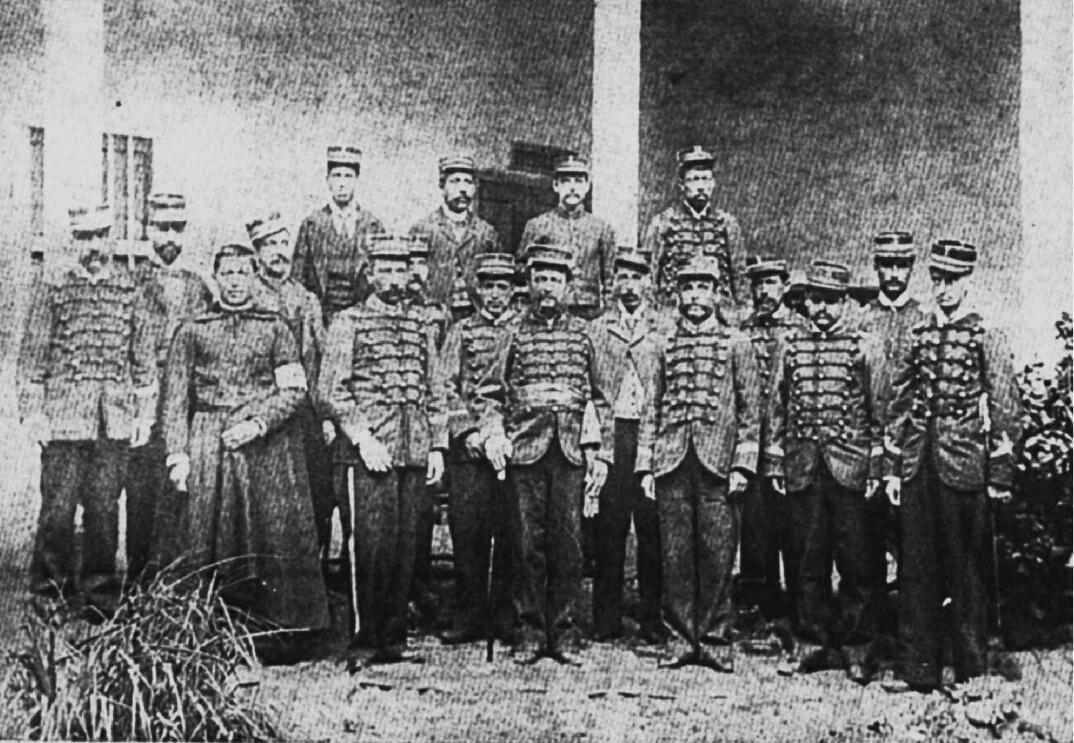
Soldados del gobierno en Pasto (1900).

Fue entonces cuando Moreno insistió en lanzar un ataque a Ecuador e intentar derrocar a Alfaro. El 22 de mayo, tropas colombianas y exiliados ecuatorianos cruzaron la frontera y atacaron el pueblo de Tulcán, siendo rechazados. Así la guerra cayó en un punto muerto, si alguno de los bandos invadía el territorio del otro, era rápidamente rechazado. Alfaro se comprometió a apoyar a los liberales pero dejó claro a sus dirigentes que no estaban dispuestos a irse a una guerra a gran escala con Colombia. Los liberales lanzaron una última ofensiva el 20 de julio cruzando cerca de Ipiales, siendo sorprendidos por tropas del gobierno y resultando expulsados. Los rebeldes estaban derrotados en el Cauca, pero sorprendentemente fueron ayudados por sus compañeros insurrectos en Tolima, estos cruzaron la cordillera de los Andes e invadieron el Cauca desde el norte en octubre consiguiendo ganarse cierto apoyo de la población, formando una columna de 2000 hombres con los que atacaron la capital de dicho departamento, Popayán. El gobierno fue tomado por sorpresa y no pudo detener inicialmente a los insurrectos, solo la oportuna llegada de refuerzos permitió al gobierno derrotar a los liberales a poco kilómetros de la urbe. Los liberales, siempre cortos de municiones, agotaron rápidamente sus reservas y se dispersaron perseguidos por sus enemigos. La represión conservadora no se hizo esperar, los alzados caucanos, sobre todo indígenas, fueron fusilados sumariamente, mientras que los tolimenses escaparon a su comarca. Las comunidades indígenas fueron duramente castigadas para que no volvieran a alzarse y se encarcelaron a las familias y cercanos de los dirigentes liberales. Un grupo importante de liberales se exilió en Ecuador, esperando el resultado de la guerra en Santander para volver o no a la ofensiva.

#### Batalla de Palonegro

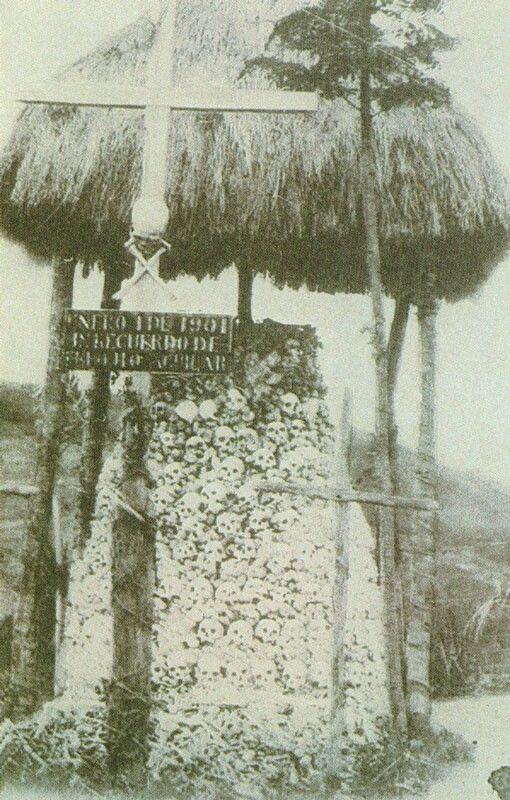
Osario levantado con los restos de las víctimas sin identificar de la batalla de Palonegro (1900).

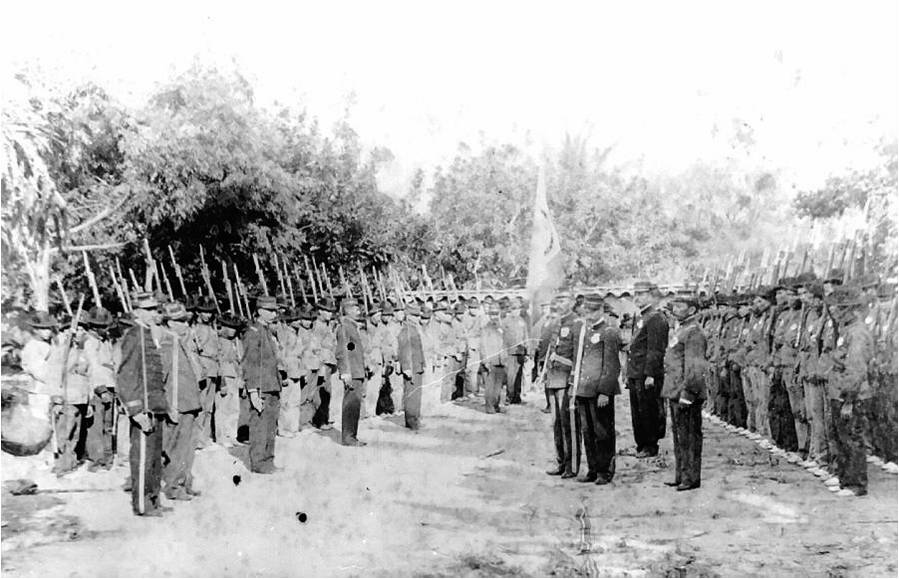
Soldados del gobierno alistándose para entrar en la batalla de Palonegro.

En febrero de 1900 los liberales quedaron aislados en Santander y con ínfimas posibilidades de victoria. Además, los recursos humanos de dicho departamento se agotaban mientras que las filas del ejército reemplazaron las bajas y permanecieron intactas; a pesar del entusiasmo de sus voluntarios, los alzados se quedaban sin suministros, dependiendo de lo que podían quitarles a sus enemigos.
Las fuerzas liberales restantes en otras partes del país esperaban la siguiente acción de Vargas Santos para ver qué hacer, pero este se negaba a tomar la ofensiva en vista de la vulnerabilidad de sus fuerzas, por ello permaneció inactiva la guerra por varios meses. Para empeorar el resultado. cuando Vargas Santos finalmente empezó a movilizar su ejército a finales de abril, ni siquiera tenía un plan definido. Avanzó al sur desde Cúcuta después de que estalló una epidemia de malaria. Sin embargo, no actuó contra las tropas enemigas que permanecían en Pamplona, asumiendo que no se moverían. Estas últimas vieron cómo su comandante, el general Casabianca, era nombrado ministro de Guerra y lo reemplazaba el general Próspero Pinzón, un católico devoto que logró implantar en sus tropas la idea de luchar una guerra santa. Sin saberlo, ambos bandos marchaban a la vez en busca de una batalla decisiva. Los movimientos de los liberales fueron rápidamente detectados por sus enemigos y el gobierno nacionalista insistió al general Pinzón iniciar una ofensiva hacia Bucaramanga, mientras los liberales seguían en ruta al sur pasando por Rionegro y llegando el 10 de mayo a Palonegro,  donde decidieron detener al enemigo. Al día siguiente se inició la batalla más importante de toda la guerra, unos 7000 liberales se enfrentaron a unos 18 000 nacionalistas. El día 25 terminaron los combates con la derrota total de los liberales, que desde entonces abandonaron las tácticas de guerra regular. Pinzón, sin embargo, decidió no perseguirlos, por lo que fue criticado.

#### Fin de la rebelión en Santander
Unos 3400 liberales sobrevivientes llegaron a Rionegro y sus comandantes entablaron duras discusiones sobre qué hacer entre el 26 y 27 del mismo mes. Cuando el general Pinzón supo del plan rebelde de internarse en las junglas del noroeste de dicho departamento, abandonó la persecución seguro de que estos no serían capaces de sobrevivir a las duras condiciones de vida selváticas. En cambio, decidió atacar Cúcuta para cortar cualquier posible apoyo de Venezuela a los liberales. Sin embargo, Vargas Santos entendió que le era imposible defender Cúcuta e ingresó a la selva al frente de la columna liberal cerca de Ocaña, donde en dos semanas debido a las terribles condiciones murieron, desaparecieron o desertaron más de mil hombres. También envió una carta a Pinzón para que liberara de su asedio a Cúcuta.
Sabiendo que Bucaramanga estaba indefensa con la mayoría de las tropas rivales en Cúcuta, Vargas Santos decidió atacarla, pero la ruta fue demasiado inhóspita, pasaron cerca de Rionegro y finalmente a inicios de agosto llegaron menos de 1500 hombres con algunos cientos de mujeres mientras que Pinzón capturaba a Cúcuta el 16 de julio donde supo de los movimientos enemigos volviendo a Bucaramanga el día 27 y encontrando el 3 de agosto a la columna liberal y los forzó a huir al oeste.
Vargas Santos decidió marchar a las cercanías de Bogotá con los menos de mil hombres que le quedaban pero Pinzón se le anticipó y lo encontró cuando cruzaba el río Sogamoso, los liberales tenían solo una canoa para cruzar, y las fuerzas del gobierno aprovecharon para bombardearlos. Solo la mitad de los rebeldes alcanzó a cruzar al mando de Uribe Uribe, que intentó atacar a los agresores, pero fue rechazado; la otra mitad quedó atrás al mando de Vargas Santos y Benjamín Uribe huyó a la selva, desintegrándose a la larga, aunque sus comandantes lograron llegar a Venezuela. El grupo de Uribe Uribe quedó reducido a él y tres compañeros que escaparon en una balsa por la noche bajando por el río Magdalena, y tras un largo viaje llegó a Venezuela.
La rebelión liberal en Santander había terminado y se inició de inmediato un proceso de pacificación, guerrillas rebeldes continuaron operando en el departamento aunque nunca con la fuerza suficiente para amenazar el control gubernamental del mismo. Pero contrariamente a lo esperado, la guerra continúa debido a que Vargas Santos, Uribe Uribe y Herrera lograron escapar y el gobierno no logró convencerlos de bajar las armas. Cualquier posibilidad de victoria para los alzados estaba acabada para julio de 1900, habían fracasado en la guerra regular enfrentando al ejército en campo abierto en grandes batallas. Las fuerzas gubernamentales se habían impuesto porque durante la guerra empezaron a entrar en operaciones oficiales y soldados bien entrenados y armados.
La mayoría de los rebeldes estaban muertos, exiliados o en prisión, pero una pequeña minoría, bajo el mando de sus líderes, empezó a organizar a partir de agosto una nueva insurrección aprovechando el caos causado por un golpe de Estado de los conservadores históricos.

#### Golpe de Estado

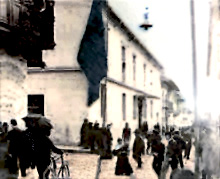
Se anuncia en el Palacio de San Carlos el golpe de Estado contra Sanclemente (31 de julio de 1900).

Durante la guerra, el partido Nacional, que gobernaba encabezado por el presidente Manuel Antonio Sanclemente, buscó negociar con los llamados conservadores históricos que se encontraban en el partido Conservador incluyendo a algunos de estos en el gobierno para usar su apoyo en la necesidad de ampliar el aparato militar, a su vez en el intento de pacificar al país se incluyeron en el gabinete a ciertos liberales directoristas como Nicolás Esguerra como comisionado para entenderse con la empresa del canal de Panamá, y a Carlos Arturo Torres como su secretario. Sin embargo, esto resultaría inútil, pues los conservadores históricos estaban en conflicto con los nacionalistas y tenían afinidades con los liberales, quienes tampoco tenían intenciones de negociar con el gobierno.
Treinta y un históricos, entre civiles y militares, empezaron a conspirar rápidamente para dar un golpe de Estado; los conservadores contactaron al jefe del liberalismo, Aquileo Parra, y le ofrecieron la presidencia a mediados de 1900. Los conservadores habían planeado que luego del golpe de Estado se buscaría una paz honrosa sin represalias (lo que no se llevaría a cabo), la convocatoria de un cuerpo constituyente por elecciones, libertad a los presos políticos, y separación del gobierno de Arístides Fernández, quien era odiado por el liberalismo.
El ministro de Guerra, Manuel Casabianca, facilitó indirectamente el golpe al nombrar como comandante de las fuerzas de Sumapaz al general Jorge Moya Vásquez, uno de los 31 históricos del complot. El general Moya, con una fuerza de mil hombres, se desplazó desde Soacha amenazando marchar sobre Villeta y, efectivamente, tomó camino hacia Bogotá, a donde llegó en las horas de la tarde del 31 de julio. Pero la actitud indecisa de gran parte de los oficiales del ejército y la ausencia de Marroquín hicieron dudar a Moya del desenlace de la situación y renunció ante el general Casabianca.
Con ello se creó gran tensión en las guarniciones de Bogotá que debieron negociar. El golpe se dio en las horas de la tarde del 31 de julio de 1900. El comandante de la policía Arístides Fernández garantizó el éxito del movimiento al desplazar una fuerza para nombrar como presidente de Colombia a José Manuel Marroquín Ricaurte, mientras Sanclemente era informado en su residencia particular luego de que se enviaran 300 hombres a Villeta donde este se encontraba, a pesar de ser protegido por 500 soldados, estos no opusieron resistencia y Sanclemente sería arrestado.
Tras esto, Marroquín insistió en continuar la guerra y nombró como nuevo ministro de Guerra a Arístides Fernández, la guerra continuaría por otros dos años y medio.

### Segunda fase

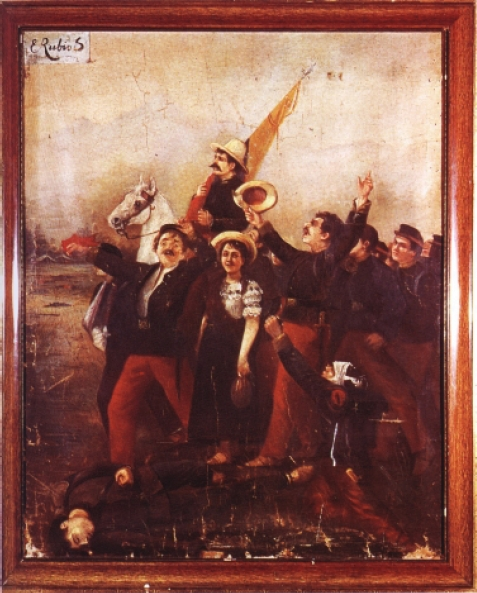
Soldados Marchando, Que representa a soldados del gobierno celebrando después de una batalla, obra de Eladio Rubio.

El gobierno nacionalista fue depuesto del poder por los conservadores, que tomaron control del Estado y las instituciones militares. Esto se dio a pesar de dos intentos infructuosos de restablecer a Sanclemente en el poder.
Mientras, el general Uribe Uribe aprovechaba el caos producido para lanzar una nueva campaña militar, pero para esto necesitaba el apoyo de un gobierno externo para conseguir las armas, pertrechos, suministros, hombres y una base segura. Buscó la ayuda del gobierno del país donde estaba refugiado, Venezuela, nación que se convirtió en un santuario para los rebeldes exiliados, donde se organizaron y empezaron a lanzar una serie de campañas hacia el interior de Colombia. Con el tiempo terminaron por dividirse en Belicistas y Pacifistas. El gobierno venezolano finalmente accedió a darles municiones, suministros y armas gracias a las simpatías que sentía el presidente Cipriano Castro por su causa. Castro se veía a sí mismo como un nuevo Napoleón Bonaparte o Simón Bolívar cuya misión era liberar al resto de América del Sur de gobiernos conservadores y formar con Ecuador y Colombia una gran confederación bolivariana con él como presidente y Eloy Alfaro y algún liberal colombiano como vicepresidentes. Producto de esto llevó a cabo una política intervencionista en países vecinos. Fue esta la principal causa de que la guerra se alargara tanto. Así mismo, a causa de este apoyo tuvo que enfrentar el alzamiento de los conservadores de su país con apoyo del gobierno colombiano. Castro llegó al poder tras su victoria en un alzamiento militar llevado a cabo en octubre de 1899 contra el presidente Ignacio Andrade.

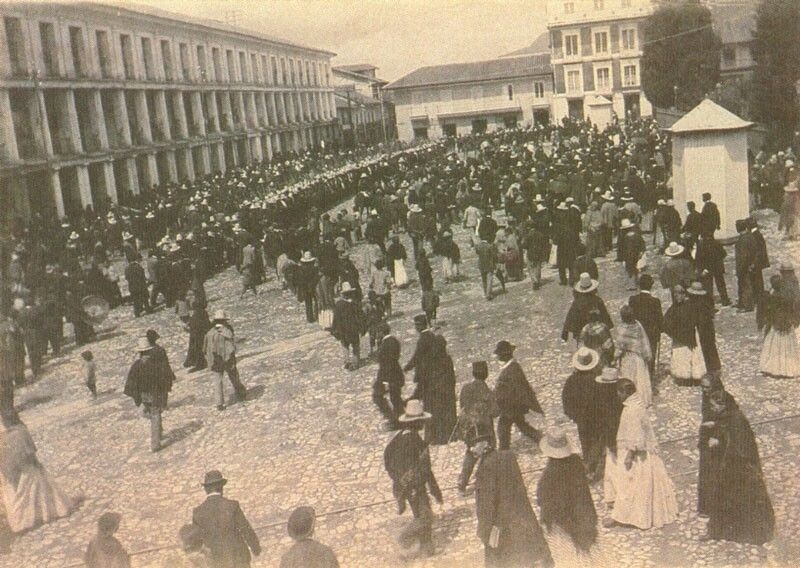
Reclutamiento de campesinos para el ejército del gobierno en la Plaza de Bolívar en Bogotá (1900).

La expedición de Uribe Uribe se dirigiría al departamento de Magdalena, que tenía un escaso resguardo militar producto de su papel secundario en la guerra y la reorganización producida tras el golpe de Estado. Tras la captura de Riohacha (donde estalló una rebelión liberal) en noviembre de 1899, no se produjeron nuevos enfrentamientos, aunque las autoridades conservadoras jamás llegaron a controlar el interior de la región, que quedó vulnerable ante una posible ofensiva liberal, como finalmente ocurrió.
Una primera invasión se produjo en febrero de 1900, cuando una columna de hombres armados y entrenados en Venezuela al mando del general Justo Durán capturó a Riohacha y de inmediato empezó a reclutar voluntarios, sumando 2000 hombres. A pesar de este éxito inicial, Durán no inició nuevas acciones perdiendo la iniciativa ganada. Solo en junio lanzó un ataque por tierra a Santa Marta con el apoyo de dos buques de guerra, pero antes de iniciar el asalto cambió de parecer y retrocedió a Riohacha. Tras esto la flota traicionó a Durán y regresó a Venezuela, donde informaron a Castro de su inactividad, por lo que decepcionado dejó de enviarle suministros.
Viendo que el control del Magdalena era vital para el resultado de la guerra por ser la principal vía de transporte entre la Costa y el interior del país, Uribe Uribe decidió lanzar una campaña para cortar el paso de suministros enemigos. Desde el departamento de Bolívar planeaba avanzar con una columna guerrillera hasta las orillas del río; después de eso el general Durán debía marchar hasta donde se encontraba, ya que Uribe Uribe sería enviado con suministros que Durán necesitaba para hacerse al control del cauce fluvial. Vargas Santos envió un mensaje a los comandantes locales indicando no aceptar a Uribe Uribe como su comandante superior, pero esto fue ignorado y se sumaron en masa al ya legendario general liberal cuando este llegó a Bolívar.

#### La campaña del Caribe
Uribe Uribe decidió atacar a Magangué, un pueblo y puerto situado a orillas del Magdalena, que capturó en junio de 1900. Sin embargo, unidades del ejército salieron a su encuentro viéndose forzado a retroceder a las selvas.
Viendo que le sería imposible conseguir vencer sin asegurar un flujo constante de suministros de Venezuela y sus partidarios en Nueva York, el general liberal viajó a Riohacha en diciembre, ordenando a los comandantes locales mantener activas sus guerrillas en su ausencia. Terminó viajando personalmente a Caracas a solicitar ayuda a Castro, pero este se negó, luego intentó conseguir el apoyo de los latinoamericanos exiliados en Nueva York, pero estos estaban más preocupados por los sucesos de Cuba.

#### La invasión de rebeldes a Venezuela

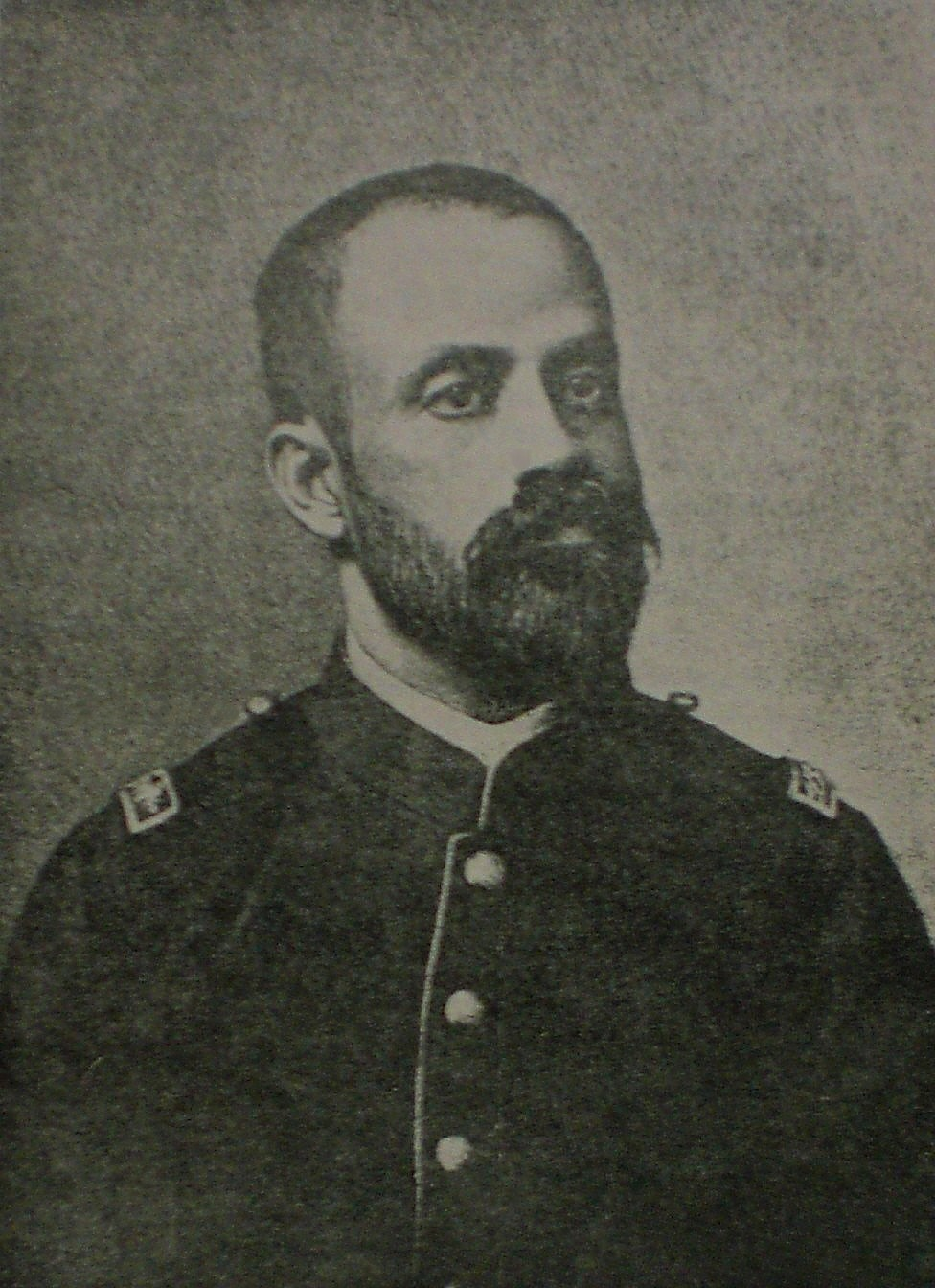
El presidente venezolano Cipriano Castro.

Sin embargo, para esas fechas los liberales estaban vencidos y sus dirigentes se negaban a aceptarlo. Tanto así que el 12 de abril de 1901 Uribe Uribe publicó un famoso manifiesto donde exaltaba a los liberales a no aceptar los términos de paz propuestos por los conservadores. Esto se produjo después de que fuera rechazado un proyecto de paz diseñado por el mismo Uribe Uribe donde se desmovilizarían las guerrillas liberales a cambio de una representación minoritaria en el Congreso de Colombia, pero el presidente Marroquín lo ridiculizó junto con algunos sectores liberales que lo tacharon de traidor. La principal razón de por qué Marroquín rechazó la propuesta fue su completa confianza en que el ejército podría derrotar los últimos focos de resistencia liberal en unos pocos meses. Además, estaba decidido a acabar con el santuario en que se había convertido Venezuela para sus enemigos, por ello empezó a entablar conversaciones con los conservadores venezolanos exiliados en su país, el más prestigioso de los cuales era el general Carlos Rangel Garbiras, quien ya organizaba una expedición para invadir su país con apoyo de algunos colombianos.
Antes de producirse la invasión y para conseguir la paz con Marroquín, José Cipriano Castro tuvo que aceptar la completa sumisión al gobierno colombiano, perdiendo parte de su prestigio como líder. Castro estaba esperando a Uribe Uribe, que estaba en Nueva York para organizar a los liberales colombianos para rechazar dicha expedición. El presidente venezolano organizó sus defensas en San Cristóbal al mando del general Celestino Castro Ruiz, hermano del presidente Castro. Uribe Uribe viajó rápidamente a apoyar en las defensas. El 15 de julio había reunido a más de 1500 hombres, insuficientes para invadir Santander (solo en la frontera el gobierno conservador había instalado a 4000 efectivos). El gobierno colombiano supo que las tropas de Uribe Uribe estaban muy cerca de la frontera y tenían la posibilidad de destruirlas de una vez por todas por lo que decidieron adelantarse a Rangel Garbiras. Destruir a Uribe Uribe e iniciar una rebelión conservadora en Venezuela eran los objetivos de la ofensiva.
Enterado de esto, Castro escribió un manifiesto llamando a sus partidarios a resistir cualquier invasión extranjera el 18 de julio. El día 26 del mismo mes se inició la ofensiva colombiana en territorio venezolano, avanzó rápidamente a San Cristóbal, capital del Táchira. Eran unos 5000 expedicionarios contra los que creían unos 300 soldados venezolanos, la guarnición usual de la ciudad, más algunos centenares de milicianos colombianos. Desconocía Rangel Garbiras que, enterado de la campaña, Castro había concentrado más de mil regulares propios y la totalidad de las fuerzas de Uribe Uribe, que aunque seguían estando en franca inferioridad numérica estaban ubicados en excelentes posiciones. En la jornada siguiente Rangel Garbiras organizó sus fuerzas en cinco columnas mientras se producían algunos tiroteos en las cercanías de la urbe.
Finalmente en la noche del 28 de julio se inició la decisiva batalla de San Cristóbal con el asalto de los conservadores, pero los liberales estaban ubicados en posiciones muy sólidas y los rechazaron. La lucha continuó hasta el día siguiente, cuando se intentó varias veces flanquear las posiciones de los defensores, sin éxito. Finalmente los conservadores se retiraron dejando cientos de muertos y heridos en el campo de batalla, además de importantes cantidades de material bélico que fueron usados por sus enemigos. El éxito de esta defensa les dio a los liberales un importante botín, pero sobre todo, les elevó su alicaída moral, lo que llevó a que la guerra se alargara hasta 1902, cuando ya no había una razón lógica para aquello, las guerrillas liberales volvieron a alzarse en armas con un nuevo ímpetu y violencia, el gobierno conservador ya no pudo asumir como un mes antes que el país estaba prácticamente pacificado. Castro por su parte usó la victoria para asegurar su posición al interior de Venezuela y consiguió iniciar negociaciones con el gobierno colombiano ya que ninguno de los dos deseaba arriesgarse a una guerra a gran escala con su vecino, sin embargo, estas no prosperaron.

#### Invasión venezolana del Magdalena

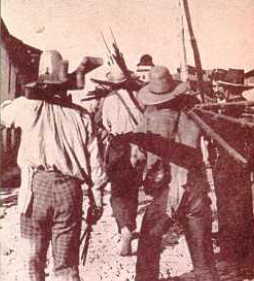
Prisioneros liberales marchando al Cuartel 5°Vargas, hoy Cuartel Guardia Presidencia.

Castro finalmente decidió lanzar una campaña de castigo, aunque limitada. Mientras las tropas colombianas se acumulaban masivamente en la frontera entre Táchira y Santander con base general en Cúcuta, se decidió lanzar una ofensiva por un sector menos protegido, el Magdalena, donde los liberales tenían un amplio apoyo popular. Para apoyar la campaña, los liberales reactivaron sus guerrillas en la región y planearon tomar a Riohacha. A inicios de agosto, unos doscientos soldados venezolanos cruzaron la frontera hacia La Guajira uniéndoseles las tropas liberales; a comienzos del siguiente mes se les unió un refuerzo de 1200 regulares venezolanos con varios cañones y una ametralladora, además de rifles y municiones para sus aliados locales. Su objetivo era Riohacha, defendida por 400 regulares colombianos. Castro nombró al general José Antonio Dávila, pero este nunca contó con la aceptación de los jefes colombianos liberales que deseaban a uno de ellos al mando de la columna, por lo que muchos de ellos desertaron. Se enviaron refuerzos por el gobierno de Bogotá a reforzar Riohacha, por lo que Dávila decidió tomarla antes de que llegaran.
Dávila entendió que un ataque directo a Riohacha sería un suicidio, por lo que trasladó parte de sus fuerzas al este de Carazúa para engañar a la guarnición enemiga haciéndoles creer que eran atacados por dos ejércitos a la vez; los conservadores enviarían a parte de sus fuerzas a Carazúa dejando desprotegida a Riohacha, pudiendo atacarla con el resto de sus tropas. Las tropas conservadoras entrarían en pánico y evacuarían o se rendirían en la ciudad, luego de lo cual los liberales podían atacar a Santa Marta o a Barranquilla, además de controlar el cauce del Magdalena.
El 12 de septiembre se llevó a cabo el plan. Los liberales se acercaron a Carazúa, pero las tropas conservadoras que salieron a defender el pueblo volvieron rápidamente a las cercanías de Riohacha sin entrar en combate. Cualquier ataque sería un fracaso. Por ello pasaron la noche vigilando la población sin atacar, hasta que finalmente llegaron los 1100 refuerzos conservadores apoyados por varios cañones y ametralladoras al mando del general Juan Tovar. A las 11:30 a. m. del día 13, los 3000 venezolanos y liberales decidieron lanzar un asalto desesperado apoyados por su artillería. Dávila pudo verse obligado a lanzar el ataque producto de su deber de recuperar el honor para su país. El asalto resultó en una feroz batalla llamada Batalla de Carazúa con grandes bajas para ambos bandos en especial para los venezolanos y liberales, hasta que los defensores forzaron a huir a los guerrilleros liberales y sin apoyo los venezolanos huyeron de vuelta a sus país con serias bajas e incluso los jinetes de los indios wayuu al mando de José Dolores Arpushana, mataban o capturaban a los sobrevivientes venezolanos lo que implico que el gobierno de Marroquín recompensara al cacique Arpushana con 100 000 pesos de la época. Gran parte del material bélico venezolano quedó en manos de las tropas colombianas, este desastre de Carazua implico que Cipriano Castro dictador venezolano culminara su apoyo a los liberales colombianos.

#### Segunda rebelión en Panamá

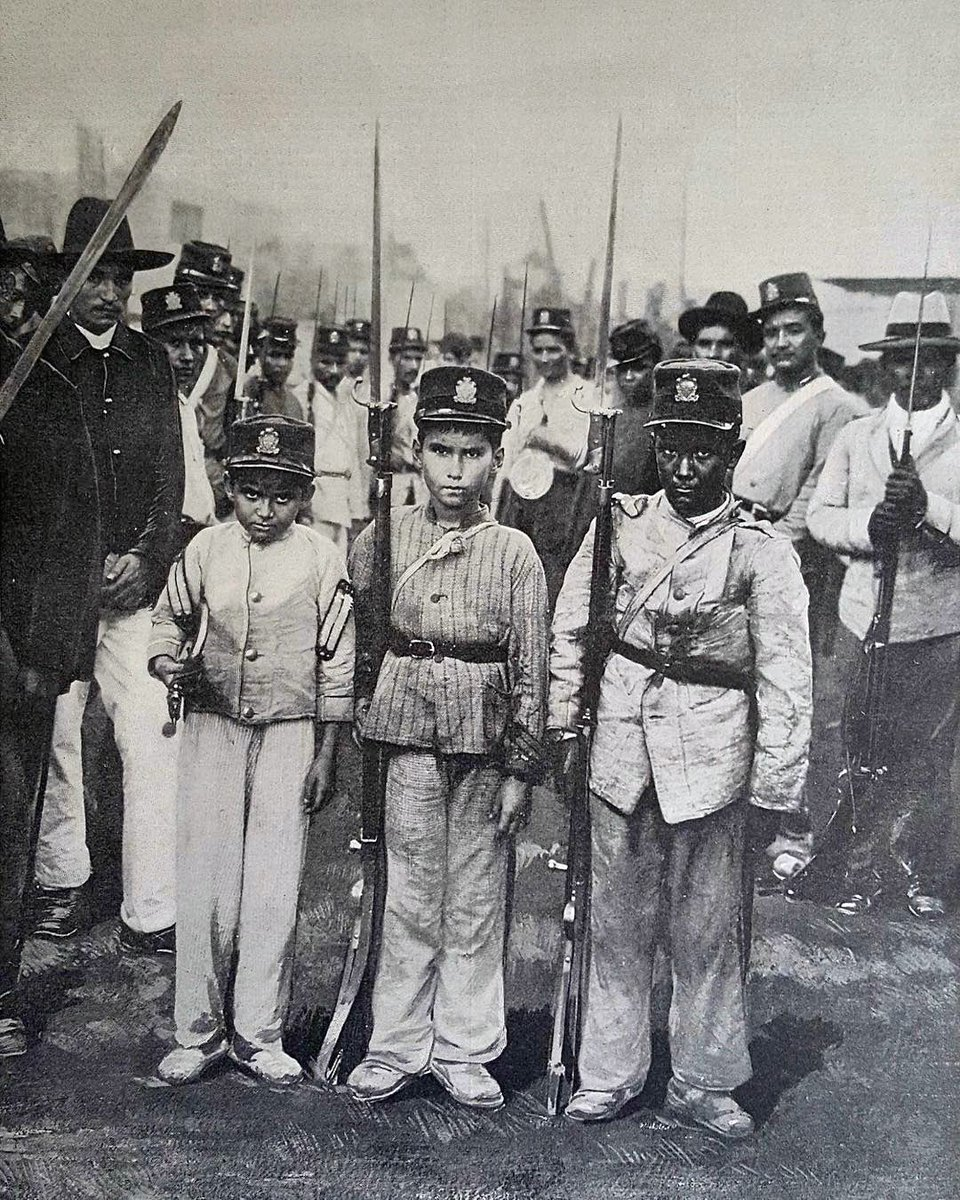
Niños reclutados por las fuerzas liberales en Panamá.

Tras el anterior fracaso de los liberales, el gobierno envió refuerzos militares y navales. Los liberales quedaron reducidos a pequeñas bandas armadas dispersas en el interior que se dedicaron a las guerrillas, sabotaje, pillaje, asaltos y atrocidades contra todo aquel que no cooperara con ellos. Su comandante más famoso fue Victoriano Lorenzo, y continuaban recibiendo suministros y armamento del presidente nicaragüense Zelaya, quien había forzado a reemplazar a Porras como líder de los liberales exiliados por Domingo Díaz, quien no tenía mucho apoyo entre sus hombres. Este lanzó una nueva invasión anfibia al istmo desembarcando el 16 de septiembre de 1901 en La Chorrera, disponiéndose a unificar las bandas armadas y planificar su próximo paso. Pasó varios meses en la zona, pero el gobierno no lo atacó, lo que fue visto como una muestra de debilidad.
El gobierno no reaccionó bien, apenas envió refuerzos desde Barranquilla por tierra. Finalmente, el gobernador Albán decidió entre reforzar la Ciudad de Panamá o atacar a los rebeldes, y optó por lo segundo. Marchó el 17 de noviembre a Colón con el grueso de sus tropas en su flota dejando una guarnición en la capital departamental. Esperaba lanzar un ataque sorpresa contra La Chorrera y conseguir una nueva victoria para engrandecer su prestigio personal. Los liberales avanzaron hacia Colón pero inmediatamente volvieron retrocediendo hacia su base. Albán decidió intentar alcanzarlos con la mayor parte de su tropa navegando junto a la costa dejando débilmente guarnecida la ciudad. Sin embargo, los liberales lo habían engañado, mientras la mayoría de ellos retrocedía a La Chorrera perseguidos por la mayoría de los soldados enemigos un destacamento de dos cientos guerrilleros, atacó a Colón. Mientras, en La Chorrera los liberales impidieron a sus enemigos cualquier desembarco, bombardeando y ametrallando los botes de desembarco. De esta manera, Colón cayó en poder insurgente el 19 de noviembre.
El éxito liberal dejó libre el avance a la Ciudad de Panamá. El general Albán intentó volver a capturar a Colón, lo que le fue impedido por el embajador de Estados Unidos, quien mediante un mensaje el día 24 ofreció el envío de marines norteamericanos para garantizar la paz de la región, mientras en el mar Caribe había una flota estadounidense lista para desembarcar. La victoria rebelde llevó también al gobierno central colombiano a acelerar el envío de refuerzos con el buque de guerra Próspero Pinzón. Finalmente, los liberales, seguros de su derrota, capitularon y entregaron la ciudad el 28 de noviembre, pero a los marines, quienes inmediatamente entraron en ella para evitar su destrucción ante el casi inevitable ataque del general Albán.
Poco después de esto, las bandas rebeldes se desintegraron y los estadounidenses ocuparon la principal ruta que comunicaba a Colón con la Ciudad de Panamá. Ante esto, el general Albán planeó expulsarlos del istmo en cuanto llegaran los refuerzos, pero el gobierno central lo forzó a aceptar lo sucedido e inmediatamente se iniciaron negociaciones políticas para resolver el conflicto, quedando el istmo en manos colombianas. Tras esto, el gobierno central volvió a centrar sus esfuerzos en otras regiones del país.

#### Los Llanos y el Caribe
Mientras tanto, la región de los Llanos había caído en poder de las guerrillas liberales locales, que pronto extendieron sus operaciones a los departamentos de Cundinamarca y Tolima. Sus colegas exiliados en Ecuador y América Central planeaban en tanto invadir nuevamente el Cauca y Panamá. Enterado, el gobierno colombiano envió refuerzos a las dos últimas regiones.
Desde Táchira, Uribe siguió gestionando el envío de suministros a los rebeldes que operaban en Santander, pero con el paso del tiempo, las unidades guerrilleras fueron cercadas, destruidas o se rindieron. Debido a esto, le fue muy difícil encontrar voluntarios entre sus compañeros exiliados, hartos de la guerra, para lanzar una nueva expedición. Otro factor que le jugaba en contra era la alta concentración de tropas conservadoras en dicha parte de la frontera. Además, se dio cuenta de que Marroquín y Castro empezaron a negociar la paz por lo que se dio cuenta de que pronto podría quedarse sin apoyos en el exilio, por lo que decidió lanzar una nueva ofensiva. Tenía dos opciones, al norte, a Magdalena; o al sur, a los Llanos, cerca de Bogotá. Debido al fracaso de septiembre del mismo año en Riohacha, y el deseo propagandístico de imitar la campaña de Simón Bolívar de 1819, que terminó en la batalla de Boyacá al cruzar sorpresivamente los Andes por dicha región, Uribe Uribe optó por la segunda alternativa.
El 24 de diciembre de 1901 partió de Táchira adentrándose en la selva con una columna de seguidores bien armados, llegando a las cercanías de Tame el 24 de enero de 1902, ya en los Llanos, siendo de inmediato bien recibidos por los rebeldes locales. Como de costumbre, la carismática personalidad de Uribe Uribe le permitió granjearse el apoyo de los pobladores. Siguieron marchando al sur, bordeando los Andes, hasta Medina, que se convirtió en su base de operaciones. En Gachalá las tropas conservadoras se enteraron de la presencia de la columna liberal y el gobierno central les mandó atacarla, siendo derrotada y dispersada el 12 de marzo. Tras esto el gobierno de Bogotá decidió finalmente atacar a Uribe Uribe enviando tropas a la región. Sin embargo, el comandante liberal ya tenía suficientes problemas con la falta de disciplina de sus lugartenientes locales.
Esto no le había impedido ordenar en febrero a su oficial Juan MacAllister invadir la sabana de Bogotá y capturar algunos pueblos y granjas de la región (aunque jamás atacó a la capital colombiana, fuertemente defendida) pero si le pesó en la campaña. Tras este éxito inicial, Uribe Uribe se dirigió con el resto de las tropas y la artillería que llevaba consigo. MacAllister intentó atacar a Soacha con un ataque masivo desde todas direcciones, pero fracasó porque muchas de las bandas guerrilleras no quisieron atacar (23 de febrero). Tras esta derrota, los liberales tuvieron que regresar a los Llanos por la vía entre Quetame y Villavicencio, perseguidos por el ejército. Uribe Uribe, enterado de esto, tomó la indefensa Medina y salió al encuentro de sus hombres, momento en que obtiene la victoria de Gachalá, lo que fuerza al gobierno a detener su persecución y refugiar a sus hombres en Villavicencio. Uribe Uribe logró unirse a sus hombres y ahí ocupó los alrededores de la ciudad. Tenía unos seis mil hombres contra cuatro mil efectivos conservadores. Sin embargo, el gobierno también vio la oportunidad de rodear y acabar de una vez por todas con la amenaza que representaba el líder insurrecto.
La victoria de Gachalá le dio nuevos aires a la rebelión, Uribe Uribe volvió a enviar tropas a la sabana bogotana, unos dos mil hombres armados con parte del importante equipo militar capturado el 12 de marzo encabezados por él mismo. Sin embargo, la indisciplina de sus hombres lo llevó a una derrota terrible (y casi captura) cuando atacó a Guasca el 21 de marzo. Escapó con sus hombres a la elevación de "El Amoladero", donde estableció una línea de defensa, al día siguiente llegaron los conservadores que le perseguían, y le atacaron pero para desgracia del líder liberal varias de sus unidades no habían ocupado las posiciones que les habían sido asignadas. Aunque el primer asalto fue rechazado, en el siguiente no tuvieron tanto éxito y los conservadores hicieron colapsar su línea defensiva y forzaron a los rebeldes a huir. El comandante liberal nuevamente escapó milagrosamente de ser capturado o muerto. Sin embargo, consiguió restablecer el orden entre sus hombres derrotados, estableciendo una nueva línea defensiva el día 25, pero al notar que le sería imposible volver a enfrentar a los conservadores en un combate abierto, ordenó retirarse y abandonar sus posiciones. Los conservadores lanzaron un asalto masivo contra la columna liberal en desorden y su victoria fue total. Capturando parte importante del armamento de los alzados. El 2 de abril, Uribe Uribe y los sobrevivientes de su columna se unieron a los liberales que rodeaban Villavicencio. Sin embargo, la baja moral y constantes deserciones llevaron al líder rebelde a cancelar el asalto de la ciudad y llevar a sus hombres a Medina, donde informó a los jefes locales que la campaña estaba perdida y debían desmovilizarse; tras esto volvió a Táchira y sus hombres se dispersaron.
Uribe Uribe se encargó entonces de enviar suministros y armamento por contrabando desde Curazao a la Costa Atlántica. En la primera comarca sucedió que tras su derrota en Carazúa el año anterior, las guerrillas liberales habían casi terminado sus operaciones bélicas, pero gracias a los aportes recibidos, pudieron reactivarse y empezar a reorganizarse, estableciendo como base de sus operaciones Valledupar. Los intentos de los conservadores fracasaron a causa de lo inhóspito del terreno, que no sirvió para otra cosa sino desmoralizarlos. De esta manera, les fue relativamente sencillo a los alzados capturar a Riohacha el 16 de abril de 1902. La captura de la ciudad les dio a los rebeldes una base de operaciones lo suficientemente importante como para que Uribe Uribe pudiera planear nuevamente una expedición y le impidió al gobierno central conservador enviar refuerzos a Panamá, ya que la vía del Magdalena le fue bloqueada.

#### Tercera rebelión en Panamá

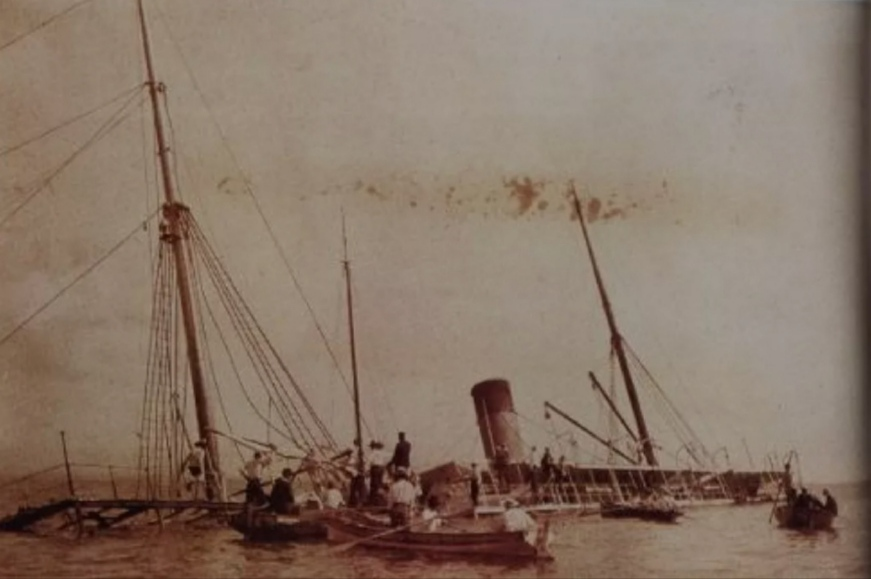
Hundimiento del buque Lautaro, comandado por el conservador Carlos Albán, fallecido en la acción (1902).

Tras la capitulación de los liberales en Colón (28 de noviembre de 1901) las hostilidades en la región entraron en una relativa pausa. Entretanto el gobierno conservador tenía su flota bélica intentando restablecer el paso por el cauce del Magdalena.
El general Herrera planeó aprovechar el momento para introducir armas por vía marítima al país y reiniciar las rebeliones en el Cauca y Panamá. Se planearon dos expediciones: una para el istmo y otra para tomar a Tumaco e invadir el centro del Cauca. Optó por lo segundo, mientras una flotilla con hombres, armas y municiones viajaba al sur. Herrera usó la mayor parte de su fortuna familiar para comprar y armar con cañones un barco, Almirante Padilla, que se dedicó a lanzar ataques contra embarcaciones en la costa pacífica. El barco atacó a Tumaco el 16 de octubre de 1901 para intentar reiniciar la rebelión en el Cauca. Ante la presencia de tropas estadounidenses en Panamá, el Almirante Padilla abandonó el sur y fue al istmo a apoyar a los rebeldes.
El barco se dedicó a atacar los navíos enemigos, robándoles suministros, armamento y municiones. Llegó a su destino el 24 de diciembre con una flotilla de unos 1 500 hombres bien entrenados y equipados. El gobernador Albán tomó control del Lautaro, un barco mercantil chileno de gran tamaño, perfecto para transportar un gran número de tropas y lo armó con cañones manteniendo a la tripulación chilena cargo de la dirección de la nave. El 19 de enero de 1902 el Lautaro fue enviado con un batallón a bordo para encontrar y acabar con los rebeldes pero no se le dio permiso de zarpar hasta el día siguiente, pero durante la noche las municiones explotaron. La embarcación quedó inmovilizada y en la noche del 20 llegó el Almirante Padilla sorpresivamente y de inmediato abrió fuego en su contra; durante el combate el general Albán resultó muerto y el Lautaro quedó inutilizable.
Herrera todavía tenía que enfrentar a los hombres del general Francisco de Paula Castro, quien quedó a cargo de las tropas gubernamentales en el departamento. El general liberal decidió atacar a los conservadores acantonados en Aguadulce, envió exploradores para vigilar a su enemigo desde los bosques cercanos y para elegir qué posiciones ocupar. El 23 de febrero se produjo el ataque, siendo rodeados unos doscientos soldados, y tras horas de desesperada resistencia, obligados a rendirse. Castro se retiró al inicio mismo del combate con la mayoría de las tropas pudiendo salvarse así de una derrota mayor; sin saberse aún el motivo, no optaron por volver a la Ciudad de Panamá por la carretera principal, sino que se refugiaron en inhóspitas islas montañosas llamadas Bocas del Toro. Herrera envió a quinientos hombres a las islas desde David para iniciar operaciones contra sus enemigos.
En la capital departamental, en tanto, asumía como nuevo gobernador el general Víctor Salazar. Los rebeldes atacaron Bocas del Toro y la capturaron a inicios de abril, pero solo para notar cómo una flota militar enviada desde Barranquilla los dejaba aislados en ellas y les forzaba a rendirse. Sin embargo, el embajador estadounidense terminó interviniendo para lograr que los rebeldes pudieran evacuar las islas y ser así reintegrados a las tropas de Herrera. De esta manera, una aparente victoria conservadora se volvió un éxito propagandístico para los liberales.
Los alzados pudieron recibir suministros desde Nicaragua por la costa pacífica, ya que el Almirante Padilla bloqueaba a la Ciudad de Panamá, aunque la costa caribeña permanecía en manos conservadoras. Salazar decidió lanzar una ofensiva por tierra y los liberales retrocedieron hasta Aguadulce dando la impresión de ser muy débiles para resistir. Salazar pidió refuerzos para acabar con la revuelta pero en esos momentos se dio la expedición de Uribe Uribe a los Llanos y le fue negada toda ayuda.
Entonces fue cuando el Almirante Padilla viajó a Nicaragua para rearmarse y para realizarle reparaciones, y Salazar decidió atacar a los rebeldes en Aguadulce. Envió dos columnas, una al mando del general Luis Morales Berti a Antón y otra dirigida por el general Castro al río Santa María con la intención de rodear a los insurrectos y aniquilarlos. El 10 de junio Morales Berti llegó a Antón y poco después Castro cambió de rumbo y llegó a esa misma ciudad, Morales Berti optó por avanzar a Aguadulce y Castro a Bocas del Toro. Los liberales optaron por retirarse de Aguadulce a Santiago de Veraguas esperando que el enemigo no los siguiera por una ruta tan difícil pero al ver que lo hacía Herrera no tuvo más opción que atacar a la columna conservadora. En esos momentos (mediados de julio) se retiraron a Aguadulce.
Los comandantes gubernamentales supieron que los insurrectos estaban equipados y entrenados además de contar con una amplia superioridad numérica por lo que retroceder era su única opción. La retirada se inició el 22 de julio, pero Salazar optó por enviar refuerzos esperando poder acabar con los alzados. Un navío mercantil fue elegido para tal misión, el Boyacá, pero se encontró con el Almirante Padilla el 30 del mismo mes en la costa cercana a Aguadulce viéndose forzado a rendirse y sus tropas fueron hechas prisioneras. La victoria rebelde desmoralizó a los soldados conservadores que tuvieron que elegir entre volver a la Ciudad de Panamá atravesando la densa jungla o dar cara y luchar. Enterado de lo sucedido, Castro empezó a hacer lo mismo. Ambos generales optaron por reunirse en Aguadulce, donde se atrincheraron. Herrera inició un largo asedio apoyado por su artillería y los defensores empezaron a sufrir hambre hasta que se rindieron el 27 de agosto.
Pero los rebeldes perdieron demasiado tiempo en el sitio de Aguadulce y llegaron a la Ciudad de Panamá los refuerzos tan necesarios por tierra. La guerra terminó entonces en un nuevo cese del fuego, con la zona entre Aguadulce y la capital departamental como tierra de nadie, separando a ambos bandos.

#### Final de la guerra

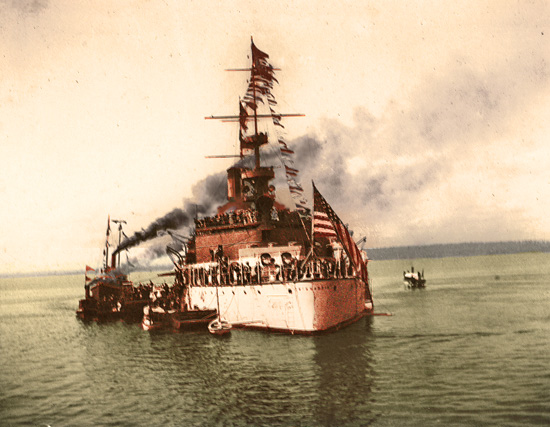
USS Wisconsin, acorazado estadounidense que sirvió de sede para las negociaciones de paz.

Los sucesos del istmo de Panamá hicieron imperiosa la necesidad de bloquear la ruta del Magdalena para impedir el paso de refuerzos del gobierno central hacia dicha región. Uribe Uribe intentó organizar una expedición al Magdalena, pero los liberales en el exilio le negaron apoyo. Volvieron a enviar instrucciones a los comandantes locales para que no lo reconocieran como comandante de la costa caribeña, pero estas fueron ignoradas y Uribe Uribe desembarcó cerca de Riohacha el 14 de agosto de ese año.
Uribe Uribe empezó a negociar la paz, pero sabiendo que su reputación como líder de los liberales estaba en juego ya que había prometido bloquear la ruta del Magdalena, decidió lanzar una última ofensiva. En lugar de atacar a Barranquilla, objetivo imposible para sus fuerzas, optó por Tenerife. El comandante liberal envió parte de sus fuerzas al norte entre la Ciénaga Grande y Santa Marta para distraer al enemigo y preparó a mil hombres para capturar a Tenerife. También consiguió refuerzos de las guerrillas del vecino departamento de Boyacá, y el 18 de septiembre atacó por sorpresa su objetivo con el apoyo de algunos navíos y dos cañones, derrotó la pequeña guarnición local pudiendo así bloquear el cauce del Magdalena. Sin embargo, Uribe Uribe se enteró de que el gobierno envió tropas a recuperar la ciudad y decidió evacuarla el 2 de octubre, pero el bloqueo de dos semanas de dicha ruta les permitió a los rebeldes en el istmo, gracias a lo largo del viaje y a la lenta burocracia, un tiempo de dos meses antes de que llegaran los refuerzos, lapso que los liberales sabrían aprovechar.
Uribe Uribe atacó a Ciénaga el 13 de octubre para tener a su alcance a Santa Marta; la pequeña guarnición local se refugió en su cuartel, que terminó siendo dinamitado, algunos consiguieron huir al pequeño navío Nely Gazan, que armado con pequeños cañones bombardeó a los rebeldes y por poco mata a su líder. Esto no cambió el curso del combate ni de la campaña, los rebeldes caribeños aceptaron firmar el Tratado de Neerlandia el 24 del mismo mes. El tratado significó el fin de las operaciones militares en el actual territorio colombiano y de cualquier esperanza para el general Benjamín Herrera, quien sabía que cuando llegaran los batallones conservadores de refuerzo estaría vencido.
El acuerdo exigía a Uribe Uribe interceder para acabar con la guerra en dicha comarca, por lo que envió una carta a Herrera pidiéndole negociar un acuerdo, pero este ya llevaba meses negociando en secreto.

## Los tratados de Neerlandia, del Wisconsin y Chinácota

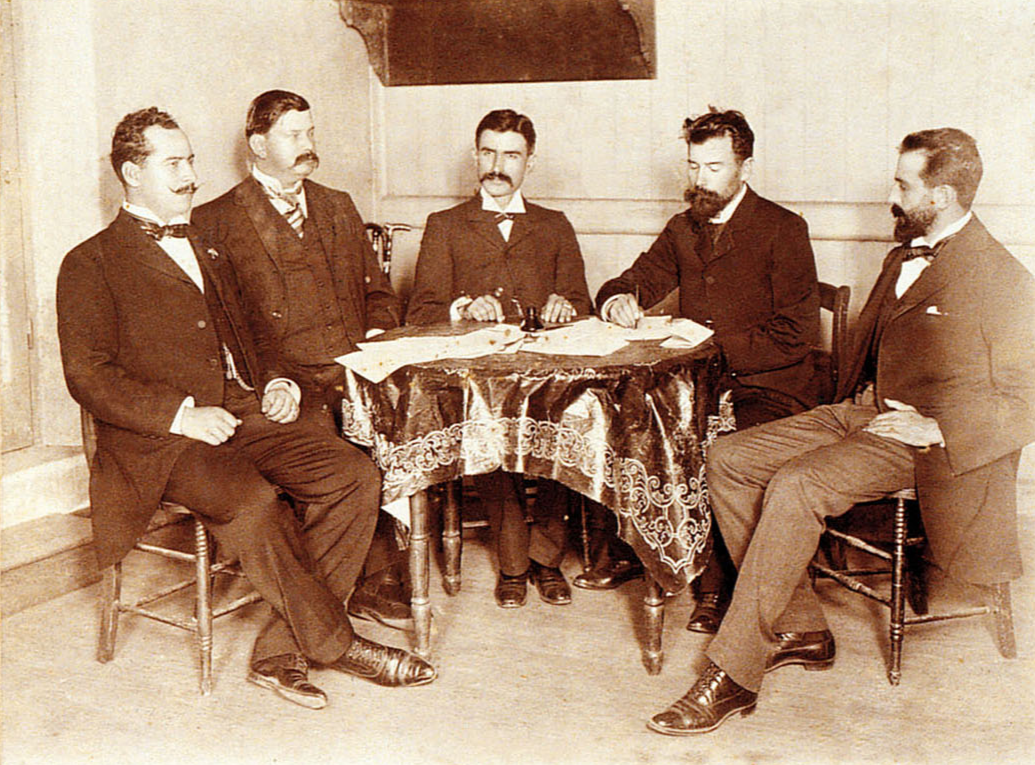
Firma del tratado de Wisconsin,1902.

Los tratados de paz se firmaron en la hacienda Neerlandia (ubicada en la Zona Bananera del Magdalena, cerca a Ciénaga) el 24 de octubre de 1902 por Florentino Manjarrés, gobernador del Magdalena, puso fin a la guerra de los Mil Días. Si bien los combates duraron hasta noviembre de ese año en Panamá entre los navíos Almirante Padilla (liberales) y el Lautaro (de propiedad chilena, expropiado por los conservadores), combate que se venía presentando desde finales de 1901 y en el cual estos últimos fueron derrotados frente a la ciudad de Panamá el 20 de enero de 1902. Con la muerte del general Carlos Albán, que viajaba en el Lautaro, el istmo quedaba sin representante, siendo nombrado Arístides Arjona.
Más tarde vino la constante amenaza de la marina estadounidense enviada por el gobierno de Theodore Roosevelt para proteger los futuros intereses en la construcción del canal. Los liberales de Benjamín Herrera depusieron las armas sin combatir la amenaza exterior.
El tratado de paz definitivo se firmó el 21 de noviembre de 1902 a bordo del acorazado estadounidense USS Wisconsin atracado en la bahía de Panamá. El tratado fue firmado por el general Lucas Caballero Barrera, en calidad de jefe del Estado Mayor del Ejército Unido del Cauca y Panamá, junto con el coronel Eusebio A. Morales, secretario de Hacienda de la dirección de guerra del Cauca y Panamá, en representación del general Benjamín Herrera y del partido liberal; y por el general Víctor Manuel Salazar, gobernador del istmo, y el general Alfredo Vázquez Cobo, jefe de Estado Mayor del ejército conservador en la Costa Atlántica, el Pacífico y Panamá, en representación del gobierno.

### Postratado del Wisconsin

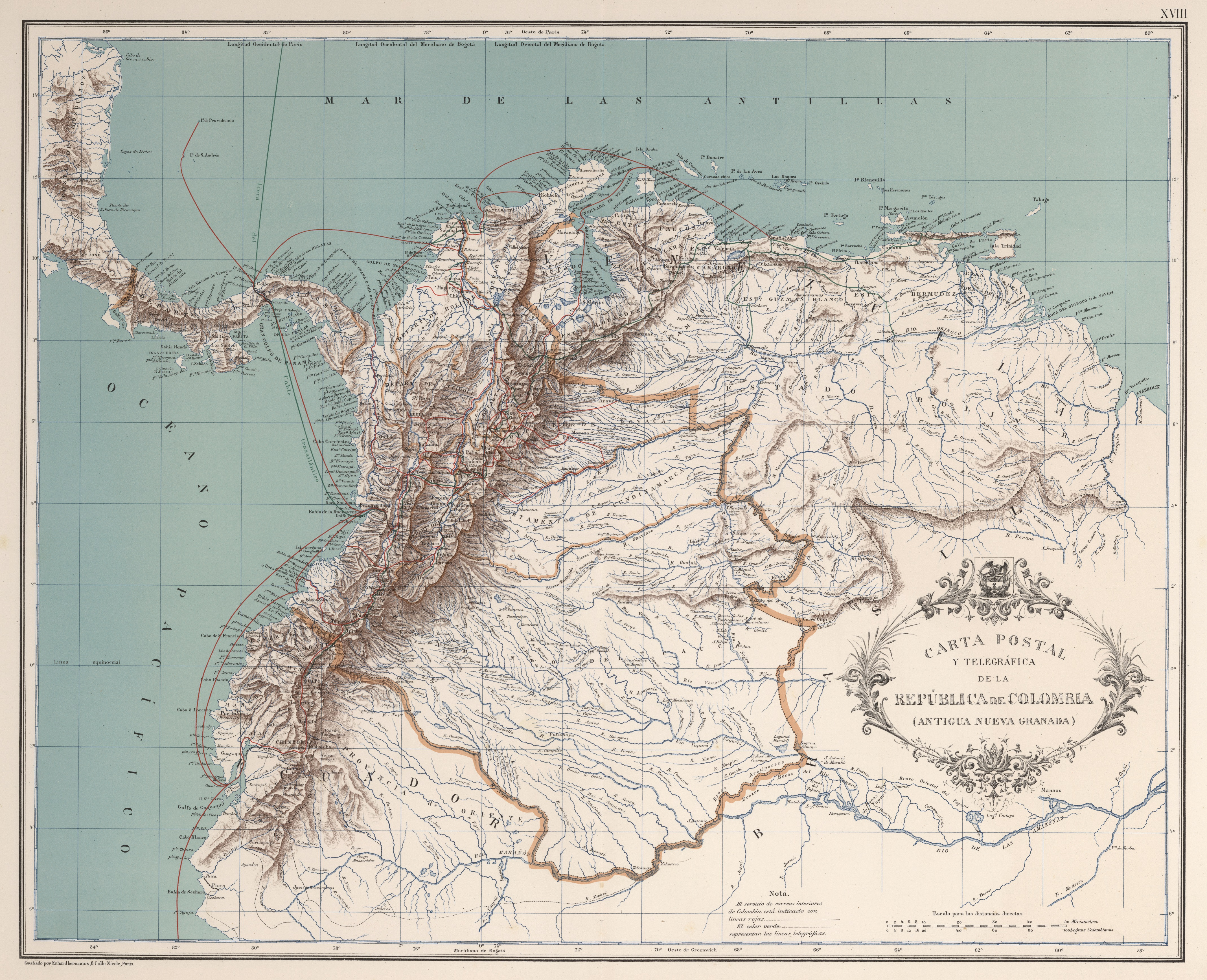
Correos y telégrafos de Colombia a finales del.

Al resto del país la noticia del fin de la guerra llegó tarde. Dada la lejanía del istmo de Panamá respecto al resto de Colombia, y a que las escasas líneas del telégrafo estaban interrumpidas en varios de sus tramos, las comunicaciones quedaron en manos de estafetas y comerciantes trashumantes.
Continuaron acaeciendo hechos violentos en el país, como la ejecución de Victoriano Lorenzo por orden del general Pedro Sicard Briceño en 1903, hecho considerado uno de los detonantes de la posterior separación del istmo.
El primero de junio de 1903, el gobierno declara el cese absoluto de hostilidades en el país, proclamando que el orden público había sido restablecido.

## Consecuencias de la guerra

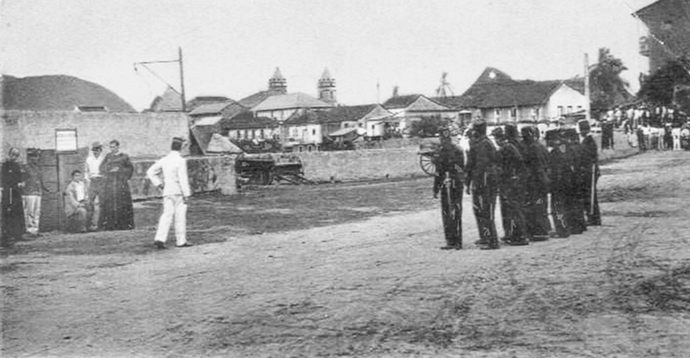
Ejecución de Victoriano Lorenzo, caudillo liberal, en un patíbulo de la Ciudad de Panamá l (1903).

Después de la guerra, Colombia quedó devastada: se dio una gran crisis económica que se agravó con la separación de Panamá el 3 de noviembre de 1903, y la deuda de los gastos militares en los que incurrió el gobierno. El país estaba empobrecido, sus industrias y vías de comunicación se encontraban destruidas, y la deuda externa e interna eran considerables, tanto así que la libra esterlina, tipo de cambio de la época, había pasado en 1898 de 15,85 pesos hasta llegar a cotizarse en 1903 a 505 pesos.
A su vez, a causa de la derrota de los nacionalistas se firmó la Ley 33 de 1903 que establecía el patrón oro para controlar la emisión monetaria recogiendo el circulante que había sido emitido durante la Regeneración. Prohibió cualquier nueva impresión de moneda fiduciaria y adicionó que había suspendido las emisiones de papel moneda como recurso fiscal mediante el Decreto 217 de febrero de 1903.
Durante la guerra unos 75 000 hombres fueron movilizados en total por ambos bandos, que llegaron incluso a reclutar niños soldados, dejando unas 39 000 bajas como máximo. Al país le costó proteger el delicado equilibrio de paz durante aproximadamente cuarenta y cinco años.

## La vida cotidiana en la guerra
La guerra produjo grandes cambios, entre los más importantes se encuentra la cotidianidad, que se vio afectada en la medida en que las personas debían adaptarse a otras realidades, como lo son el cambio de la vivienda, por un espacio abierto y poco seguro, el vestido, ya no se tenía en cuenta la mejor ropa para el día domingo o día de misa sino que cualquier prenda será útil para salvaguardarse de las condiciones climáticas e incluso de la desnudez, el alimento va a escasear en los frentes de combate, pues no siempre o más bien casi nunca contaran con los víveres necesarios para alimentar a las tropas. Los repiques de las campanas en la iglesia para el ingreso a misa, determinaran la proclamación de un discurso anti partidista a favor de un sector y la plaza principal pasa de ser un espacio de encuentro agradable a ser el punto del reclutamiento feroz y despiadado.
Los templos como espacios de sociabilidad, van a tener una trascendencia fuerte en la proclamación de discursos del odio, a partir de las proclamaciones realizadas por los sacerdotes, “la iglesia, luchando contra quienes se oponían a su poder terrenal, atizó hoguera política y encontró respiro a los gobiernos conservadores” lo anterior si se tiene en cuenta que esta institución dominaba todos los escenarios de la vida pública e iba de la mano con los gobiernos conservadores. Puntualmente encontramos el siguiente caso: “El obispo Agustino Recoleto Ezequiel Moreno Díaz, amigo personal de Miguel Antonio Caro, y destacado combatiente antiliberal. Desde su arribo a la ciudad de Pasto este hombre inició una febril actividad partidista orientada a hacer de los liberales los enemigos de Dios. De su pluma publica en 1897 un opúsculo titulado: O con Jesucristo o contra Jesucristo. O catolicismo o liberalismo, en el que haciendo gala del maniqueísmo más puro, se buscaba dar una razón divina a la lucha de los católicos contra los liberales”, ratificando el papel preponderante de la iglesia.
Por otra parte el desplazamiento ya no tendrá un interés de paseo o disfrute de un lugar sino que será objetivo de reconocimiento militar y aprovechamiento de lo difícil o fácil de la geografía para un combate y la capacidad de adaptabilidad o no a las nuevas condiciones que los lugares ofrecían.
El reclutamiento forzoso quizá va a ser la constante en todas las regiones del país, pues no era fácil tomar la decisión por convicción propia de ir a la guerra cuando se estaba dejando atrás una vida, una familia, un trabajo o tan sólo un espacio de “confort”, que brindaba tranquilidad, como lo señala Jaramillo: “Esta es la modalidad de la fuerza, la subyugación y la amenaza, donde los individuos no gozan de alternativas lógicas para evitar la conscripción y donde la razón queda subordinada al filo de una bayoneta”, donde incluso se presentaban castigos físicos a quienes se negaban, teniendo como resultado final la vinculación en las filas. Otra forma de reclutamiento es el encierro, practicado generalmente por el gobierno, donde se cercaban espacios públicos como las plazas de mercado y las iglesias. Pero también en algún momento existieron los “voluntarios”, aunque muy seguramente en un número más reducido, y eran los que optaban por la guerra para obtener prestigio social o enaltecer a su partido. En cuanto al entrenamiento, hay tácticas militares que permiten conocer el modus operandi antes y durante los combates como lo es el Código Maceo, muy utilizado en las tropas liberales, y algunas formas de entrenamiento por parte del ejército oficial que se podrán establecer a lo largo de la investigación.

## En la cultura popular
- El coronel no tiene quien le escriba de Gabriel García Márquez,  publicada en 1961, es una novela sobre un coronel retirado, veterano de esta guerra, quien estuvo presente en la firma del Tratado de Neerlandia y espera recibir la pensión que le prometieron.
- Cien años de soledad también de Gabriel García Márquez, publicada en 1967, narra la historia de Macondo, un pueblo colombiano ficticio. Se describe la historia de los personajes que lo habitan. El personaje del coronel Aureliano Buendia, participó en la guerra. Según el propio autor, basó la figura de Buendía en el general liberal Rafael Uribe Uribe.
- Memoria de mis putas tristes, de García Márquez, publicada en 2004, incluye al evento bélico fijando la fecha de la muerte del padre del protagonista en el mismo día de la firma del Tratado de Neerlandia.[86]
- Una gran variedad de novelas fueron publicadas, cuya trama se centra el conflicto, como Pax (1907) de Lorenzo Marroquín y Rivas Groot; y Polvo y ceniza (1906) y Diana Cazadora (1915) de Clímaco Soto Borda, entre otras.